# St. Columba (Pfaffenweiler)

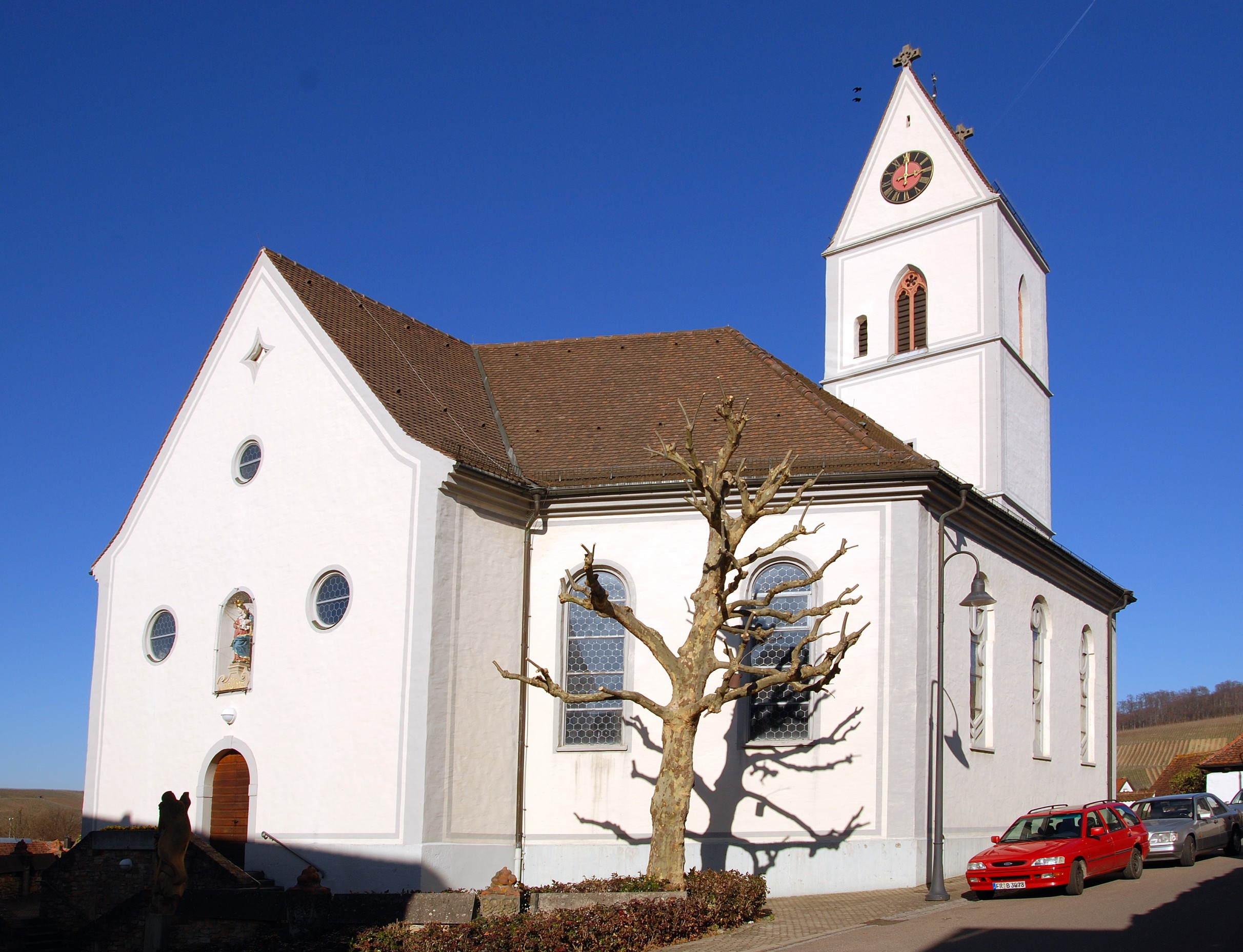
Pfaffenweiler, St. Columba von Südwest

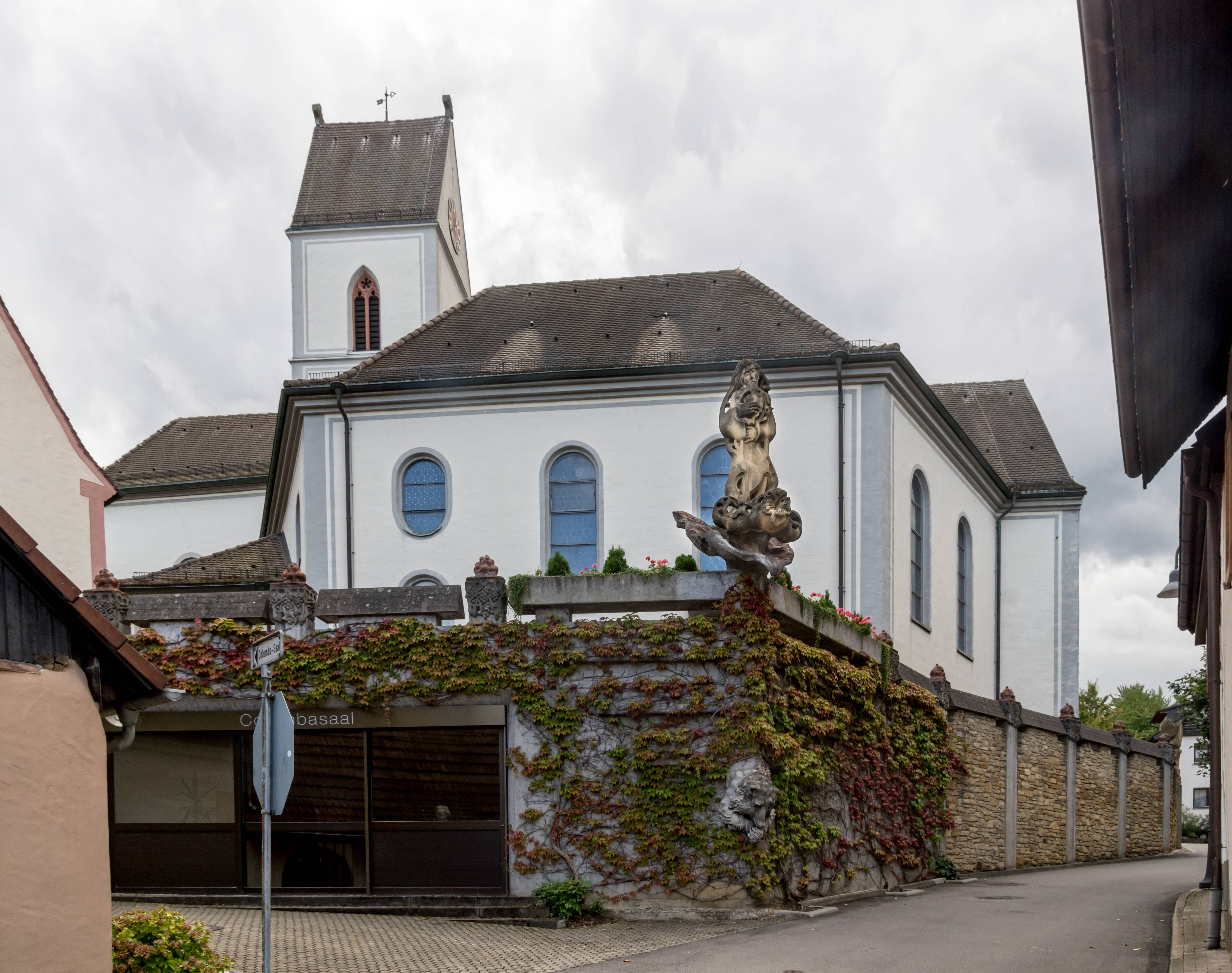
St. Columba von Nord; Bruchsteinmauer mit Kolumba und ihrem Bären

St. Columba ist die römisch-katholische Pfarrkirche von Pfaffenweiler, einer Gemeinde im Landkreis Breisgau-Hochschwarzwald, südlich von Freiburg im Breisgau im Schneckental zwischen dem Batzenberg im Westen und dem Schönbergmassiv im Osten gelegen. Der nördliche Ortsteil von Pfaffenweiler, Öhlinsweiler, besitzt eine den Heiligen Rosalia und Barbara geweihte Kapelle. Eine dem heiligen Servatius geweihte Kapelle steht südlich des bebauten Ortes im Wald. Die Pfarrgemeinde St. Columba gehört zur Seelsorgeeinheit Batzenberg – Obere Möhlin des Erzbistums Freiburg. Die Geschichte und Gestalt von St. Columba haben besonders der Pfarrer des nördlich angrenzen Dorfes Ebringen, Manfred Hermann, und der Pfaffenweiler Archivar Edmund Weeger (* 1942) erforscht.

## Geschichte
Nach einer im Kloster St. Gallen im Jahr 850 ausgefertigten Urkunde schenkte ein alemannischer Adliger dem Kloster Land in Openwilare, und zwar „sub Elperico rege“, „unter König Chilperich“, dem Merowingerkönig Chilperich II., also zwischen 716 und 720. Openwilare war vermutlich nicht das heutige Pfaffenweiler, sondern eine abgegangene Ortschaft im Schneckental. Früher als Pfaffenweiler wird Öhlinsweiler 1094 in einer Urkunde des Klosters Allerheiligen, Schaffhausen, als Oleswilare sicher genannt. Pfaffenweiler selbst, Phaphenwil, folgt 1275.
Oberlehnsherren waren zunächst die Zähringer, nach deren Aussterben 1218 die Üsenberger, die ihrerseits die Herren von Staufen belehnten. Die blieben auch nach dem Übergang der Oberlehnsherrschaft an die Habsburger im 15. Jahrhundert Lehnsträger. So belehnte Herzog Albrecht VI. –  1457 Gründer der Universität Freiburg – 1439 Werner von Staufen und seine Brüder Burkhard und Heinrich mit „Pfaffenwyler Olißwiler Bergkhusen vnnd Talhusen <...> vnnser vnd des Hüß Osterrich Lehenschafft von der Herrschafft Vsenberg herrürend“. Auch in anderen Lehnsbriefen werden Pfaffenweiler, Öhlinsweiler sowie die heute zu Ebringen gehörenden Dörfer Talhausen und (abgegangen) Berghausen zusammen genannt. Mit den Herren von Staufen blieb Pfaffenweiler in der Reformationszeit katholisch. 1602 starben die Herren von Staufen im Mannesstamm aus. 1628, mitten im Dreißigjährigen Krieg, verpfändeten die Habsburger die Herrschaft Staufen mitsamt Pfaffenweiler und dem südlich angrenzenden Kirchhofen an Franz Hannibal von Schauenburg († 1634). Am 1. April 1633 ernannte Wallenstein den Schauenburger zum Oberbefehlshaber der mit den Schweden kämpfenden kaiserlichen Truppen im Oberrheingebiet und Kommandeur der Festung Breisach. „Durch diese Entscheidung geriet das Schicksal der Untertanen aus Kirchhofen und Pfaffenweiler in die Nähe der großen Politik und wurde über Gebühr mit dem ihres Ortsherrn verknüpft.“

Beim Kampf um Breisach wurden Kirchhofen, Pfaffenweiler und die umliegenden Dörfer von den Schweden unter Rheingraf Otto Ludwig von Salm-Kyrburg-Mörchingen am 18. und 19. Juni 1633 zerstört und ihre Bewohner getötet. Nach dem von Schauenburg unterzeichneten offiziellen Bericht setzte der Rheingraf

„mit Feur Kugeln dem Schlosß und Fleckhen so lang zue <...>, biß er sich dessen endtlichen verwichenen Sambstag abendt bemächtiget, den darin gelegenen Capitain Joann Kleinschmidt mit seinen daselbst gelegenen 400 new geworbenen Knechten gefangen genommen, die darin versamblete Baursami aber sambt Wein und Kindt mehrer Teil nidergehauen, alles wie auch die umbligende dörffer <...> in Brand gesteckht und sich nach verrichter diser Brandt- un Mordthaten, sovil man nach der Zeit Nachricht gehaben mög, uff Freyburg begeben.“

Die gleiche Nachricht ist in den Stein des Hochaltars von St. Mariä Himmelfahrt in Kirchhofen eingemeißelt:

„300 Baursleit un Erbermlicher weis dott geschlagen Daerunder 89 von Pfaffen und Öhllenschweiler waren Gott wölle Inen und unß allen geben ein Frölich Aufferstehung zuom Ewigen Leben amen.“

1738 kam die Herrschaft Staufen, wiederum mitsamt Pfaffenweiler und Kirchhofen, als Lehen an das Kloster St. Blasien. Mit der Säkularisation kirchlicher Herrschaften fiel der ganze Bereich 1806 an das Großherzogtum Baden. Aus Pfaffenweiler beglaubigten 92, aus Öhlinsweiler 107 Untertanen dem Großherzog schriftlich den Treueschwur. „Auffallend, daß 9 Männer als Analphabeten keine Unterschrift leisten konnten.“
Die Überlieferung zur Kirchengeschichte setzt 1275 mit der Nennung eines „Plebanus in Phaphenwil“ im Liber decimationis des Bistums Konstanz ein. Damals gehörte Pfaffenweiler zum Dekanat Wasenweiler. Erste bekannte Besitzer des Kirchensatzes waren die elsässischen Herren zu Rappoltstein. 1430 gab Maximin I. Smassmann von Rappoltstein und Hoheneck den „kyrchen satz des dorffes Pfaffenwiler“ an die Herren von Reinach, die ihn mit Einverständnis der Rappoltsteiner 1485 an die Deutschordenskommende Freiburg verkauften. Über gut drei Jahrhunderte versahen fast ausschließlich Ordensgeistliche die Pfaffenweiler Pfarrei. 1821 kam sie vom Bistum Konstanz an das neu gebildete Erzbistum Freiburg.

## Patrozinium

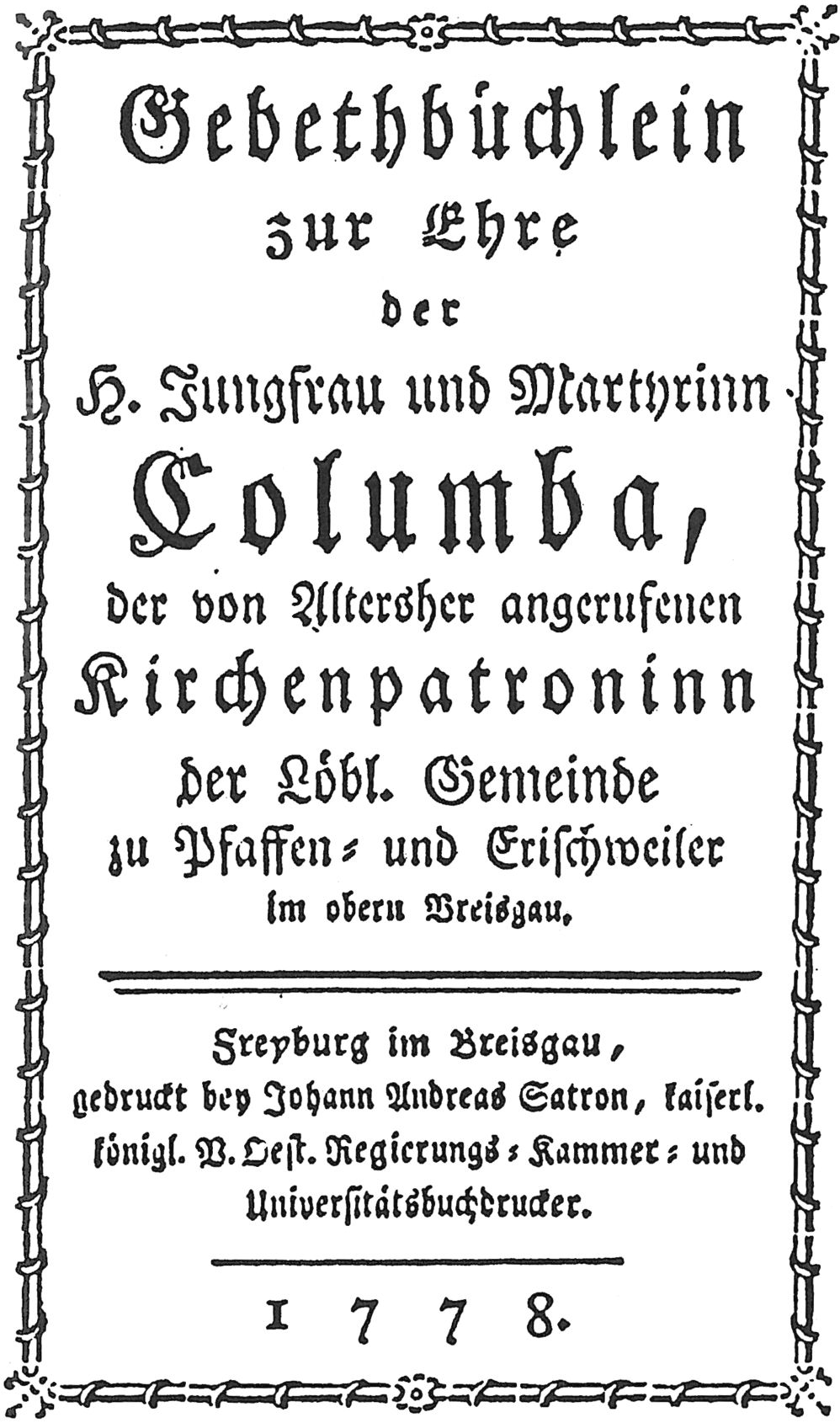
Von Pfarrer Mayer angeregtes Gebetbuch

Außer in Pfaffenweiler gibt es im Erzbistum Freiburg keine der heiligen Kolumba von Sens geweihte Kirche. Reste der im Zweiten Weltkrieg fast vollständig zerstörten Kirche St. Kolumba in Köln sind heute in das Kolumba-Museum, das Kunstmuseum des Erzbistums Köln, integriert. Viele Kolumbakirchen gibt es in Frankreich, so im Elsass Sainte-Colombe in Fessenheim, Sainte-Colombe in Hattstatt und die Vorgängerkirche von Jung St. Peter in Straßburg. Beziehungen zum Elsass brachten wohl das Patrozinium nach Pfaffenweiler.

## Baugeschichte
Im Chor und Turm sind Bauteile aus dem 13. bis 14. Jahrhundert erhalten. 1541 wurde der Turm erhöht. Ab 1779 betrieb der Deutschordenspriester Joseph Karl Mayer (1728–1787, Pfarrer in Pfaffenweiler von 1762 bis zu seinem Tod) eine Erweiterung. Um die Finanzierung stritten sich die Pfarrgemeinde und der Zehntherr, der Deutsche Orden, zehn Jahre lang. 1780 entwarf der Baumeister des Deutschen Ordens, Franz Anton Bagnato, einen Umbau, der als zu kostspielig abgelehnt wurde. 1784 wurde die Empore vergrößert, um die Orgel des 1782 geschlossenen Freiburger Klarissenklosters aufstellen zu können, die 1807 weiterverkauft wurde. 1790 bis 1791 führte der Freiburger Baumeister und Stuckateur Johann Joseph Meisburger endlich die Erweiterung durch. Er veränderte sowohl den Chor als auch das Schiff und überführte den Triumphbogen dazwischen von einem Spitz- in einen Korbbogen.
Schon 1840 wurde erneut eine Erweiterung erwogen. 1879 bis 1880 wurde das Innere restauriert und eine Orgel der Firma E. F. Walcker & Co. aufgestellt. 1900 wurde eine – wieder beseitigte – Sakristei gebaut und das Innere neugotisch ausgemalt. 1969 plante man wieder eine Innenrestaurierung, entschloss sich aber stattdessen unter Pfarrer Adalbert Roth (* 1936, Pfarrer in Pfaffenweiler von 1969 bis 1991) zu Abbruch und Neubau eines Teils des Schiffs – Maßnahmen, die 1976 bis 1978 durchgeführt wurden. Bei der künstlerischen Ausstattung wirkte der Breisacher Bildhauer Helmut Lutz bestimmend mit. Am 13. Mai 1979 wurde die Kirche neu geweiht.

## Gebäude
Zusammen mit dem 1572 errichteten, 1757 von Johann Baptist Häring renovierten und 1908 aufgestockten Pfarrhaus, der ehemaligen Kaplanei von 1626 und dem modernen Gemeindezentrum liegt die Kirche am Südostrand des alten Dorfkerns. Im Westen und Norden ist das Gelände um die Kirche durch eine hohe Bruchsteinmauer abgestützt. Vom Schiff Meisburgers, 1790 bis 1791, sind die westlichen etwa 2 m mit der Westfassade stehen geblieben. In der Fassade, zu der eine Treppe führt,  öffnen sich das rundbogige Portal, darüber eine rundbogige Nische, um sie herum drei runde Fenster und zuoberst ein Viereck mit nach innen gebogenen Seiten. Im Osten ist der alte eingezogene Chor erhalten, dessen ursprünglich polygonaler Schluss von Meisburger verlängert und begradigt wurde. Er besitzt seitlich zwei Rundbogenfenster, in der Ostwand ein hochsitzendes Rundfenster und über einer Hohlkehle eine flache Decke. Nördlich schließt sich Meisburgers Sakristei an, die um eine ältere  Kapelle, jetzt Beichtkapelle, herumgebaut ist. Im Schlussstein des Kreuzrippengewölbes der Kapelle trägt ein Engel ein Spruchband mit der Aufschrift „Ehre sei Gott“. Südlich vom Chor erhebt sich in fünf Geschossen der Turm mit Satteldach. Die unteren Geschosse werden durch schmale Schlitze belichtet. In den Rahmen des Erdgeschoss-Südfensters ist „1541“ gemeißelt. Das oberste Geschoss, Glockengeschoss, öffnet sich in Spitzbogenfenstern mit gotischem Maßwerk und daneben im Westen einem, im Osten zwei kleinen schmalen Rundbogenfenstern.

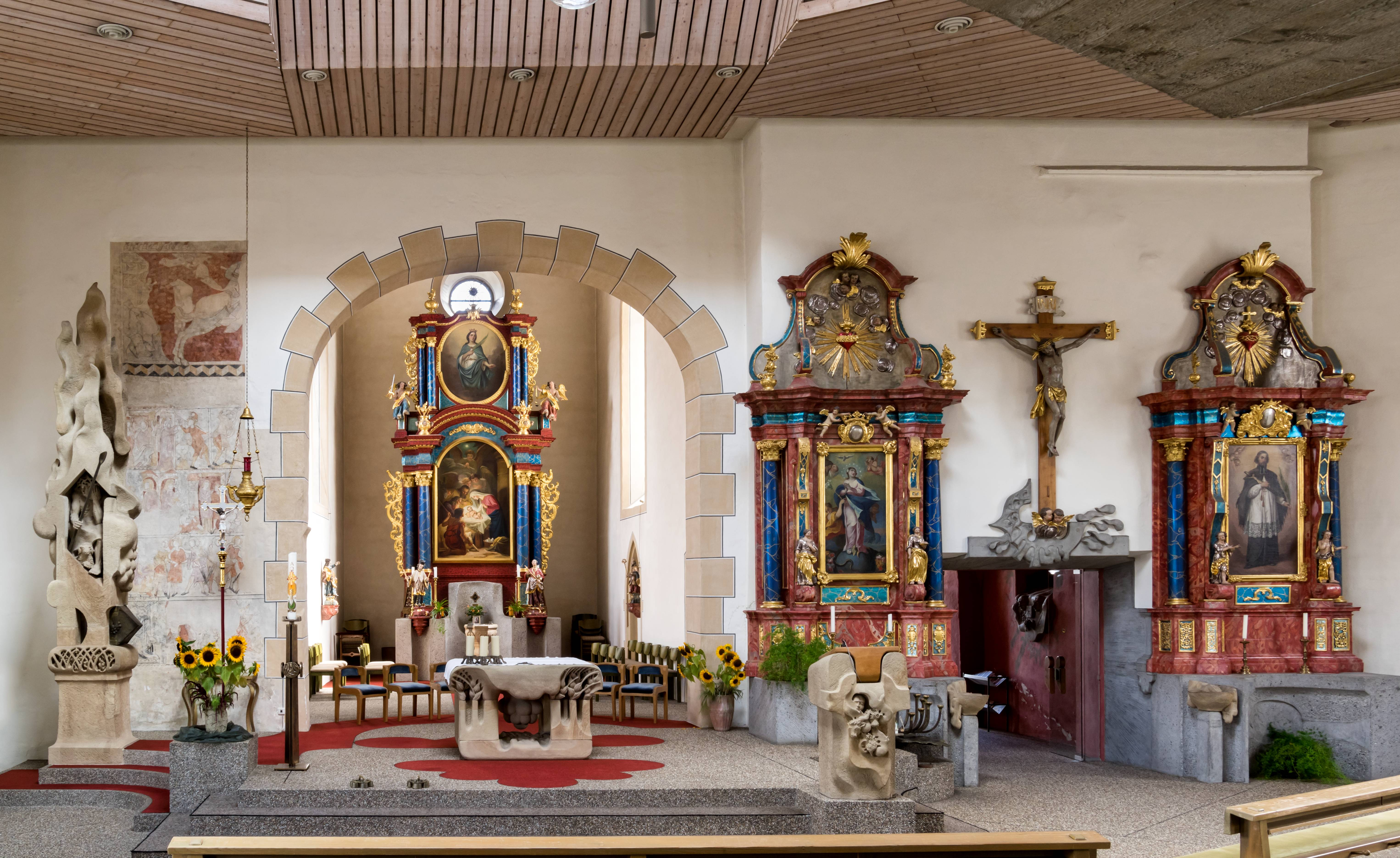
Inneres Richtung Osten

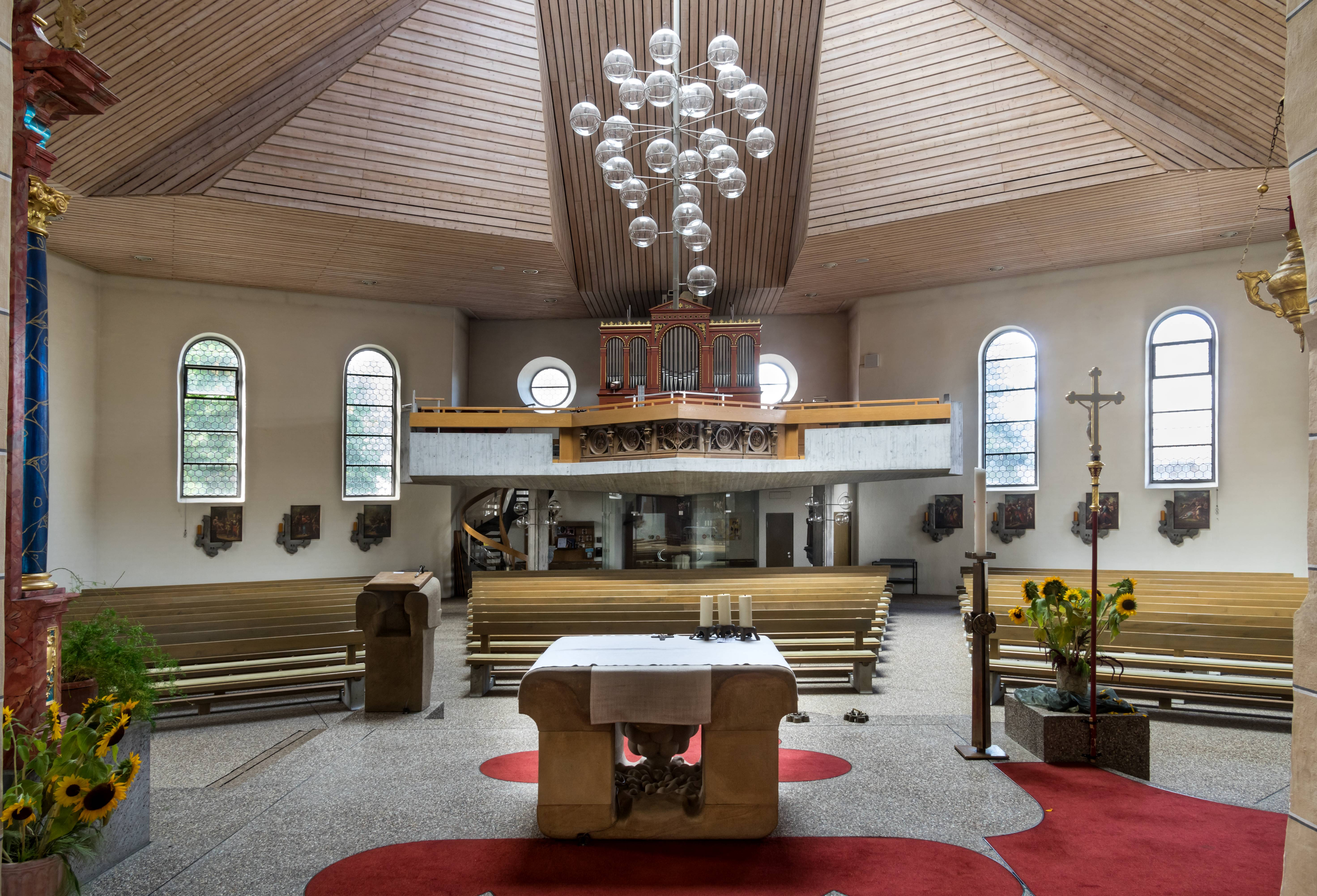
Inneres Richtung Westen

Zwischen diese Relikte der Vormoderne haben die Architekten des Erzbischöflichen Bauamts 1976 bis 1978 das neue Schiff als Achteck konstruiert. Von außen betrachtet, ist der Unterschied zu Meisburger nicht groß. Die Fenster sind weiter Rundbogenfenster, drei im Süden und zwei im Norden statt zuvor vier in den achsenparallelen Wänden.  Ein profiliertes Traufgesims und das Grau des umlaufenden Sockels, der gemalten Lisenen und der Fenstergewände binden den Bau zusammen. „Der viereckige Lichttrichter, durch den das Langhaus mitbeleuchtet wird, ist so in der Dachzone versenkt, daß er nach außen so gut wie nicht in Erscheinung tritt.“ Umso mehr überrascht das Innere des Schiffs. Durch die Fenster der achsenparallelen und der Schrägwände und das reine Weiß des Anstrichs über grauem Waschbetonboden ist es sehr hell. Dazu kommt Licht von oben, denn die Segmente der holzvertäfelten Decke führen „trichterförmig zu einem gläsernen Viereck empor, durch das der gesamte Raum gleichmäßig erleuchtet wird.“ Ein Wechsel der Schnittrichtung der warm hellbraunen Holzpaneele von Segment zu Segment hilft den Raum gliedern. Die westliche Orgelempore aus Beton springt in der Mitte spitzwinklig vor. In die Brüstung dieses Winkels ist die alte, von Joseph Dettlinger 1902 geschnitzte Kommunionbank eingelassen.

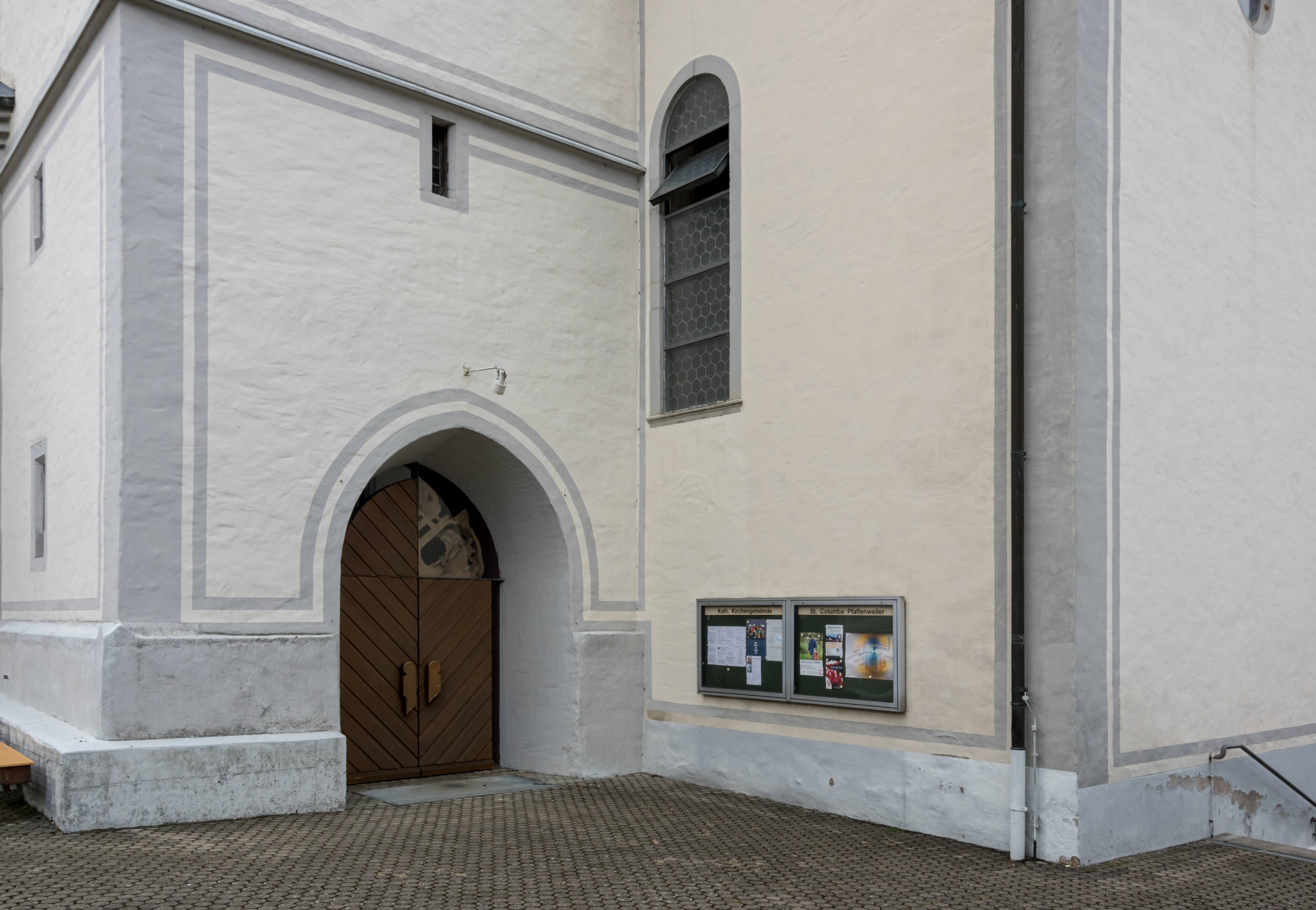
Turmuntergeschoss mit Eingang von 1976–1978

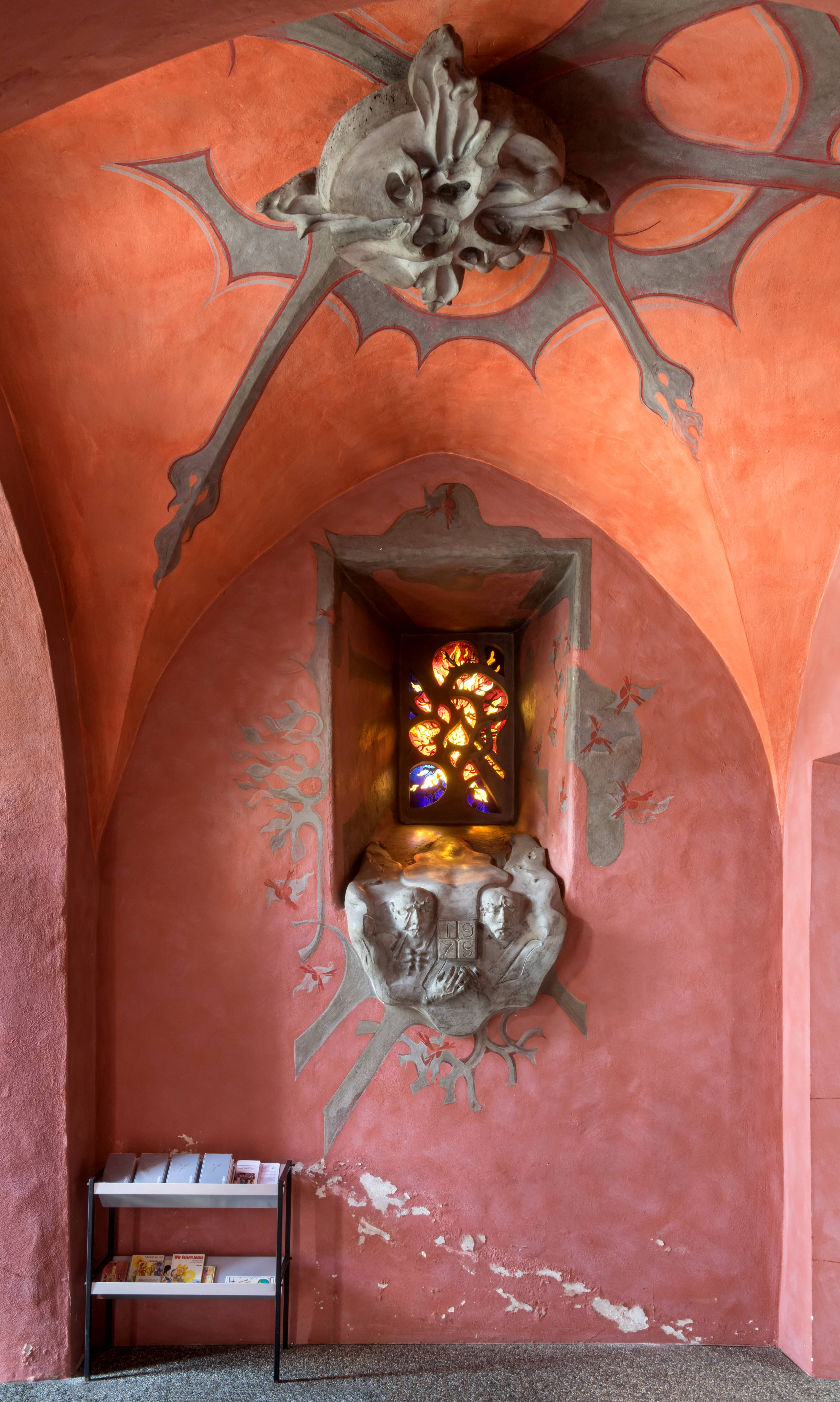
Turmuntergeschoss Richtung Süd

Beim Umbau 1976 bis 1978 wurde als neuer Haupteingang ein Spitzbogenportal in die Ostwand des Turms gebrochen. Es führt ins kreuzgratgewölbte, rot gestrichene Turmuntergeschoss, unter dessen Südfenster (dem mit der Jahreszahl „1541“ außen) „zwei in Beton gegossene, geflügelte Engelsgestalten <...> als Symbol für die Kirche deren Grundstein mit der Jahreszahl 1978 tragen.“ Durch eine Schwingglastür betritt der Besucher das Achteck. Ein weiteres, stichbogiges Portal führt vom Turmuntergeschoss in den Chor, den Meisburgers Korbbogen vom Schiff scheidet. In der Nordwand des Chors befindet sich die Tür zur Beichtkapelle, das rechteckige Gewände aus gelbem Pfaffenweiler Kalksandstein mit Stabwerkprofil und der Jahreszahl „1630“ im Sturz, links davon ein früherer Zugang zur Kapelle, scheinbar sehr tief gelegen und niedrig, weil der Boden des Chors damals tiefer lag, rechts davon eine Sakramentsnische, ebenfalls scheinbar sehr tief gelegen.

## Ausstattung

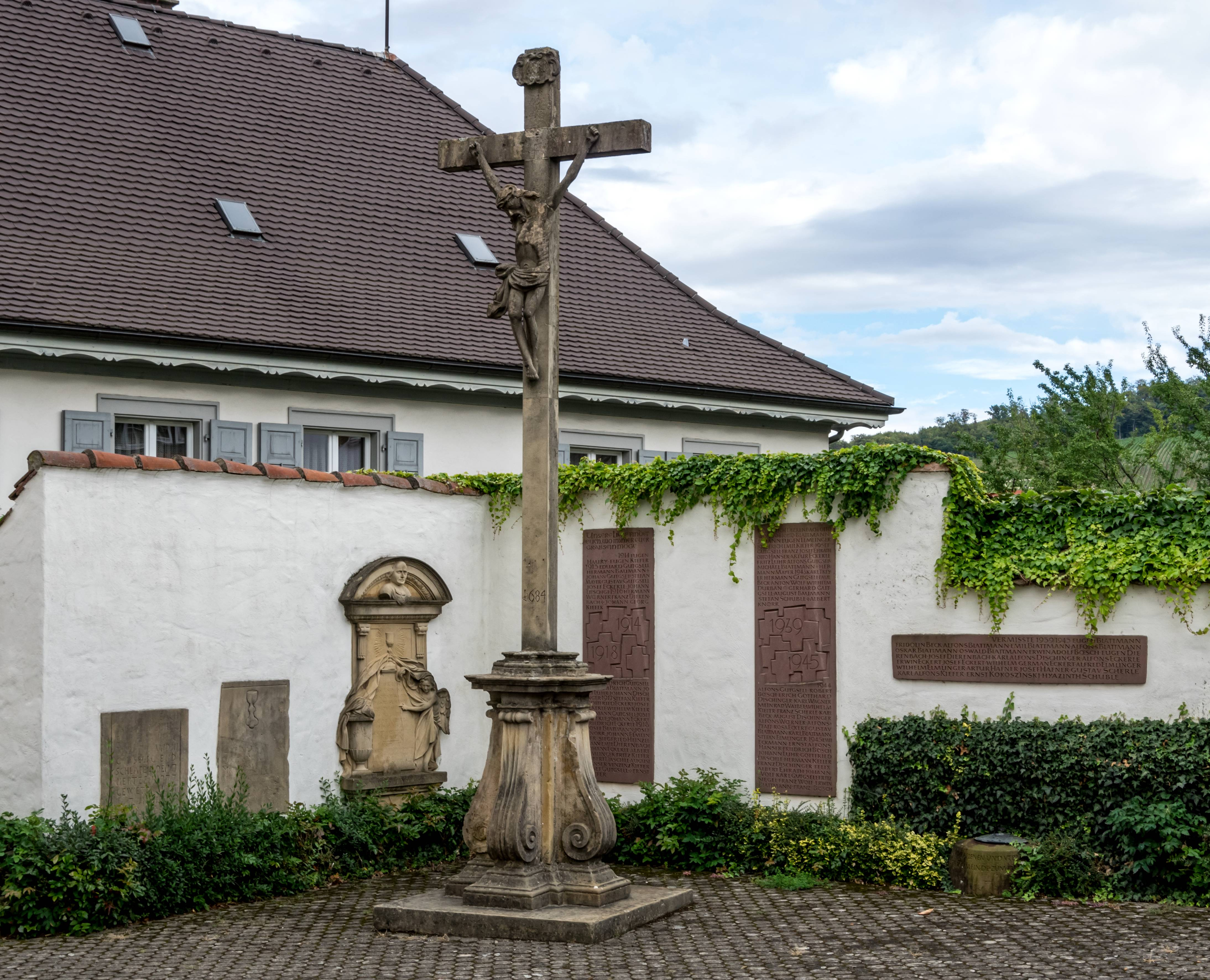
Platz östlich der Kirche; links neben dem Kreuz Grabmal für Franz Josef Amann

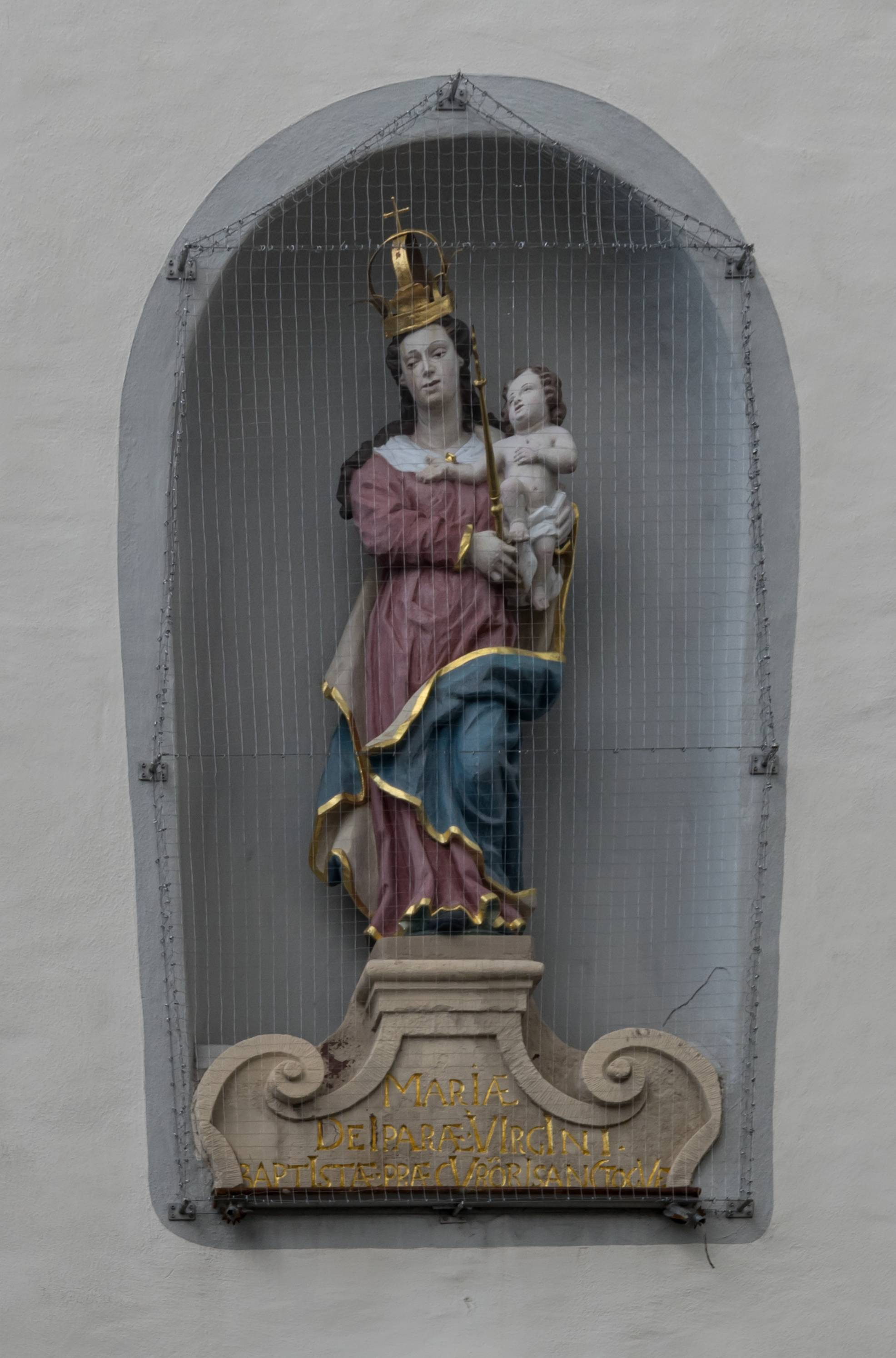
Madonna vom Westportal

Im Osten steht gegenüber dem neuen Eingang das Kreuz des ehemals die Kirche umgebenden, 1834 verlegten Friedhofs, aus Pfaffenweiler Kalksandstein und bezeichnet „1684“, dahinter aus demselben Stein das Grabmal des Deutschordens-Pfarrers Franz Josef Amann († 1799), Franz Anton Xaver Hauser (1739–1819) zugeschrieben. Den Treppenaufgang zum Westportal flankieren Sandsteinskulpturen des heiligen Josef und Johannes des Täufers von Helmut Lutz. Die Bruchsteinmauer hier und im Norden wird von einem Betonband mit pinienzapfenförmigen Aufsätzen gekrönt, ferner, gegenüber der Nordwestecke der Kirche, von einer Sandsteinskulptur der heiligen Kolumba mit ihrem Attribut, dem Bären, der sie beschützte, ebenfalls von Helmut Lutz und reich versehen mit den für sein Werk kennzeichnenden testikulären Schwellungen.

In der Nische über dem Westportal steht die barocke Steinmadonna eines unbekannten Künstlers, darunter das Chronogramm

„MARIAE DEIPARAE VIRGINI BAPTISTAE PRAECVRSORI SANCTOQVE“

„Maria, der Gottesmutter und Jungfrau, dem Täufer, Vorläufer und Heiligen.“

 Es ergibt die Jahreszahl M + I + D + I + V + I + I + I + I + C + V + I + C + V = MDCCVVVIIIIIII = 1722.
Im Inneren steht auf dem Waschbeton des Achtecks in drei großen Blöcken das Gestühl aus grau gebeiztem Holz. Die drei Fenster der Südwand und ein Fenster der Nordwand hat Lutz in Grisaille glasmalerisch gestaltet.

### Wandgemälde

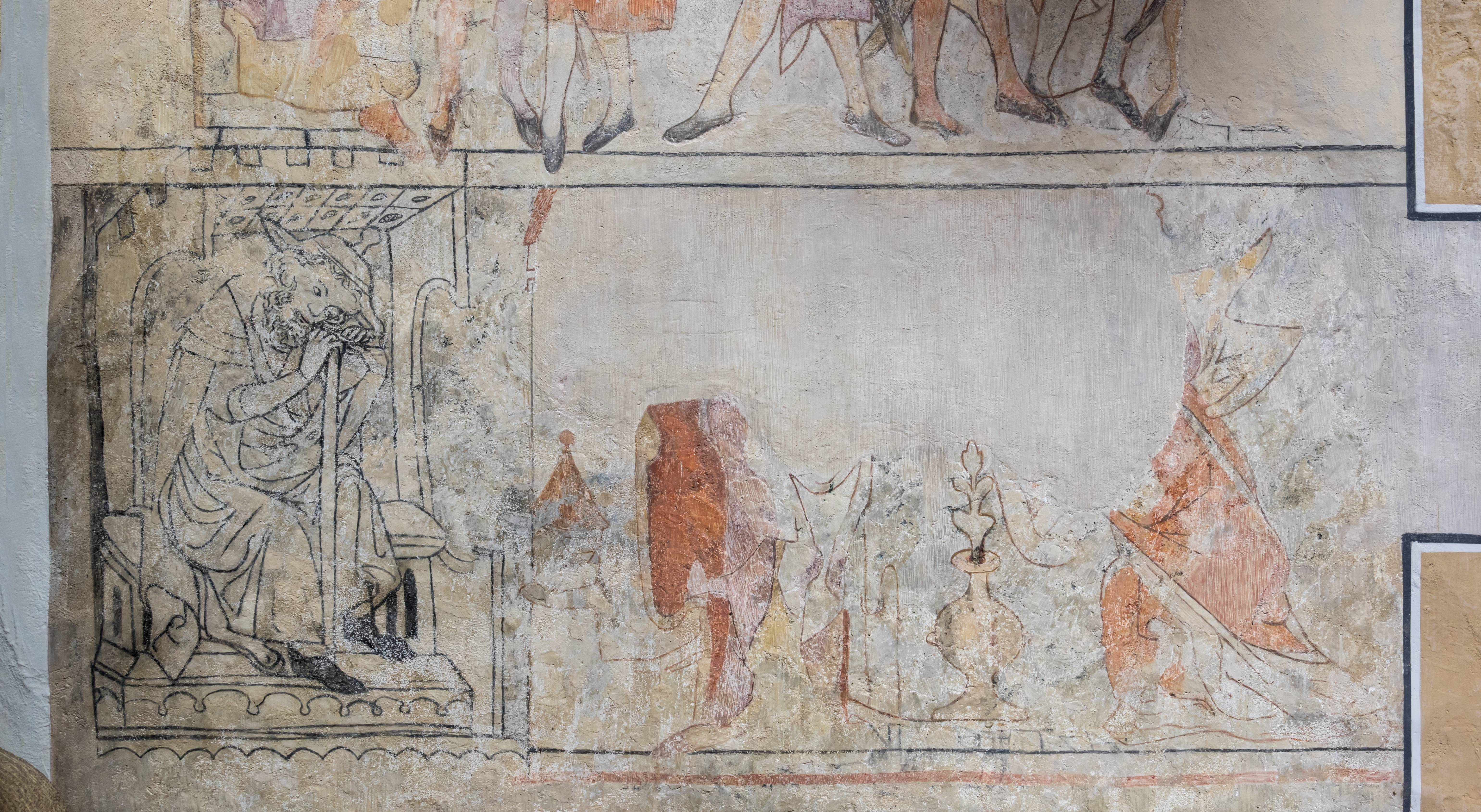
Verkündigung des Herrn
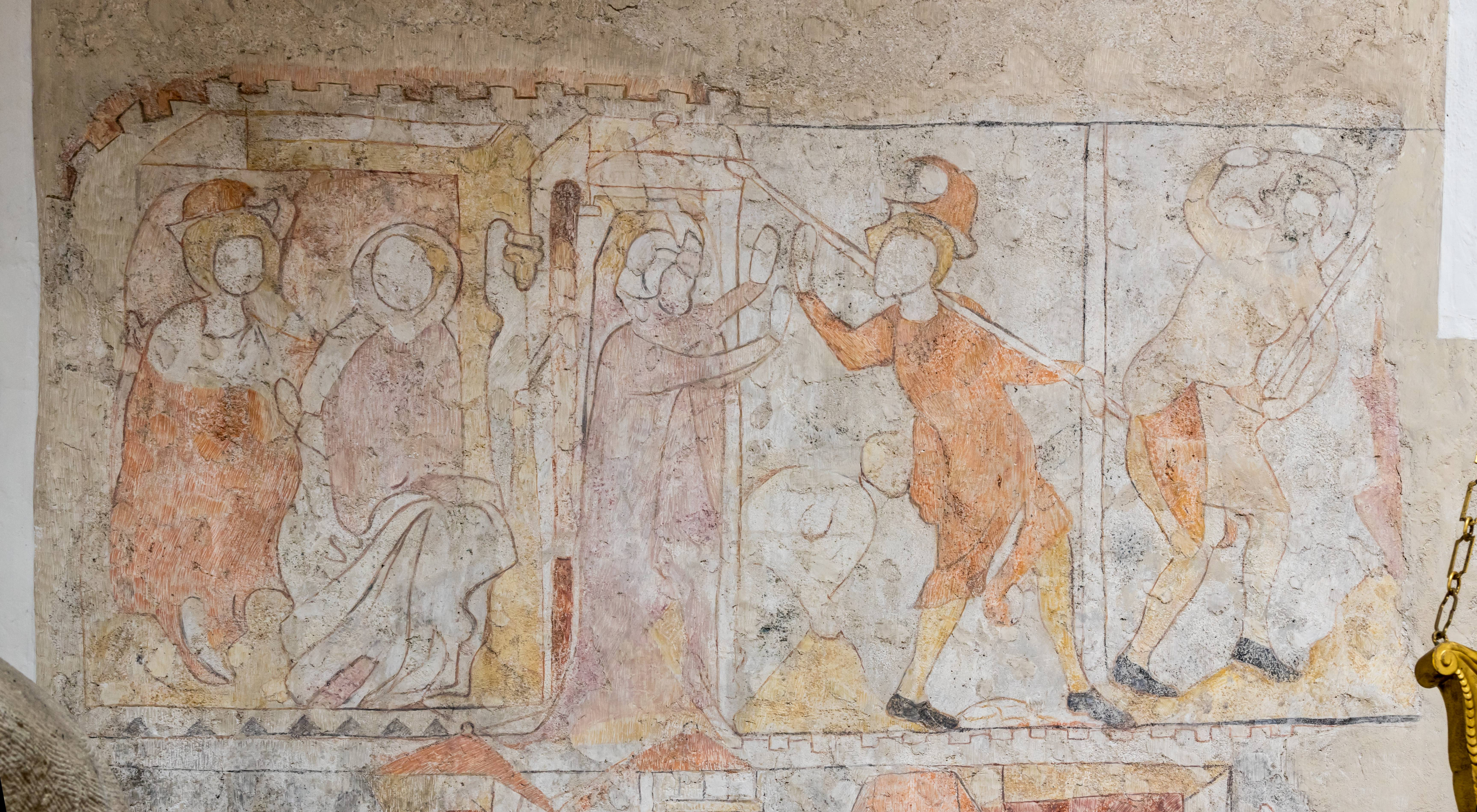
Kolumba-Szenen: Anfang
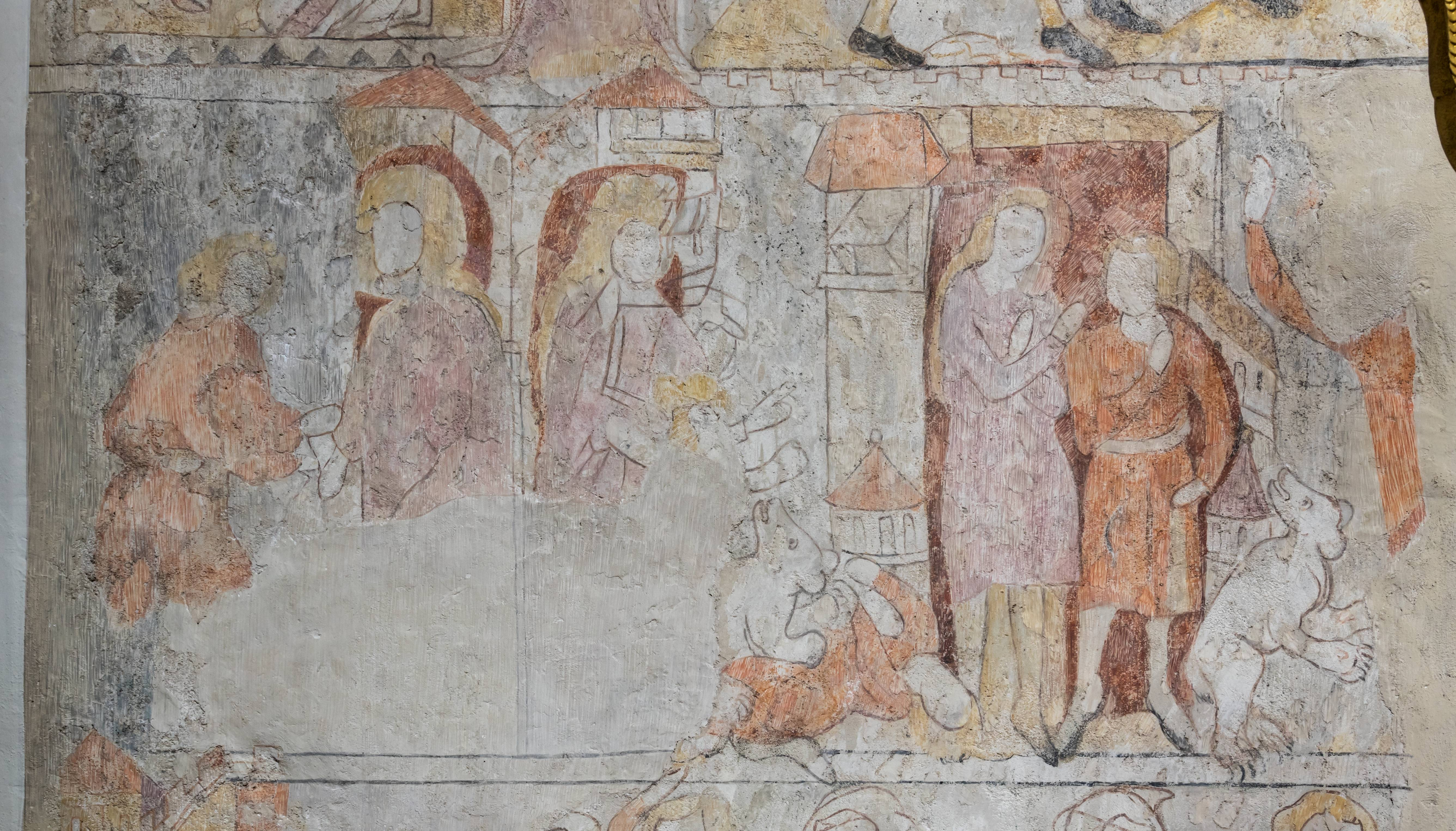
Kolumba-Szenen: Mitte; der Bär tritt auf
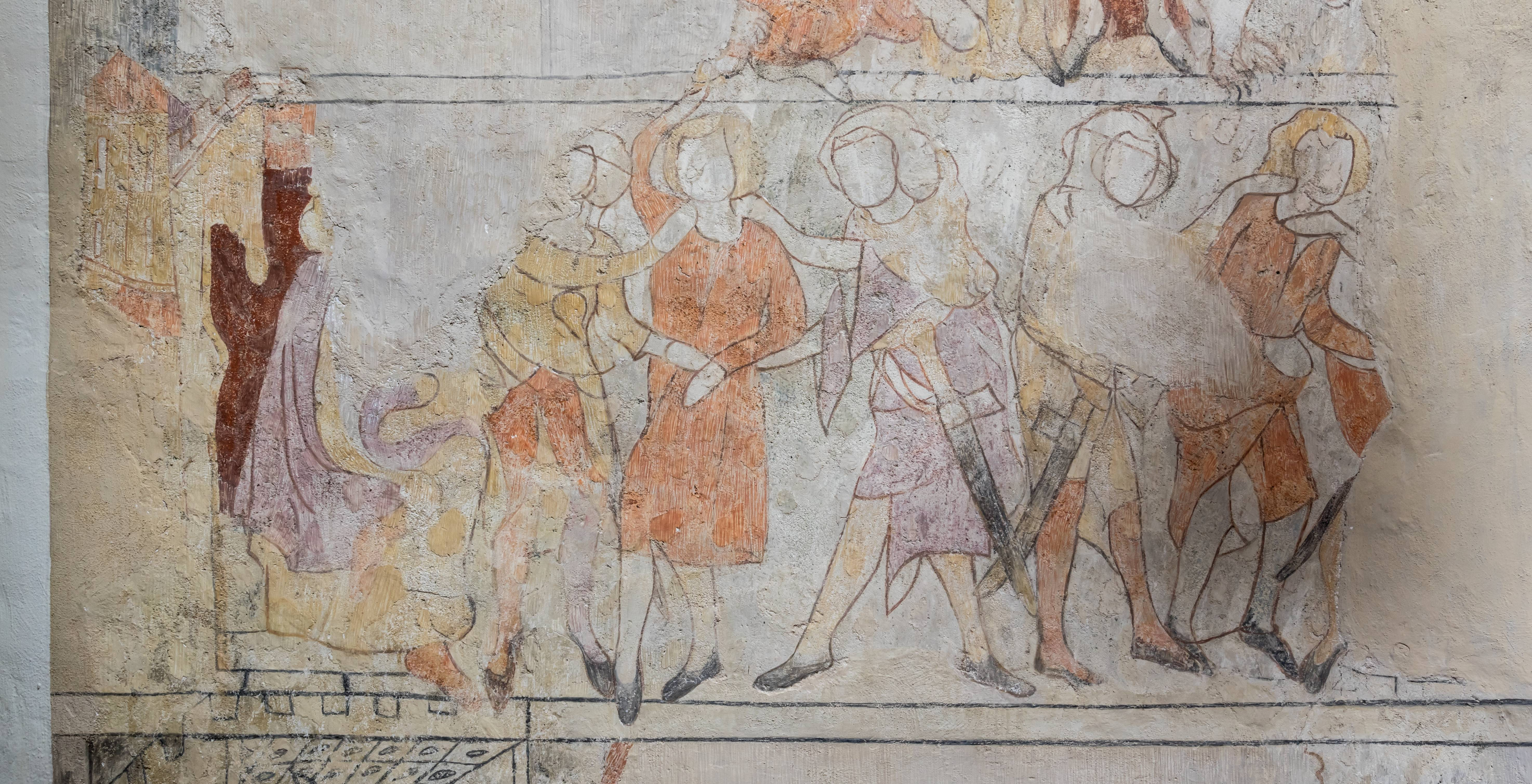
Kolumba-Szenen: Ende
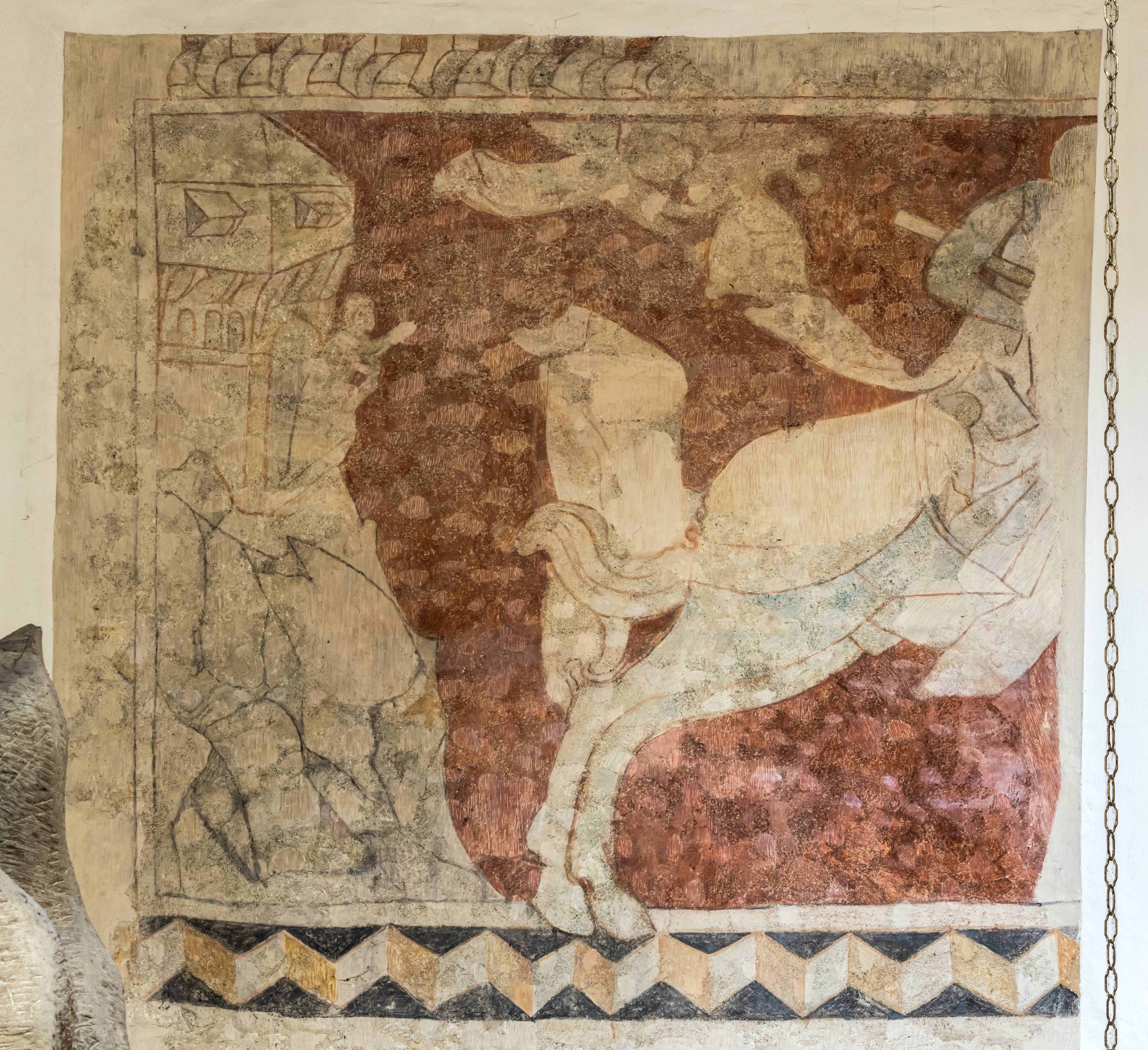
Georg
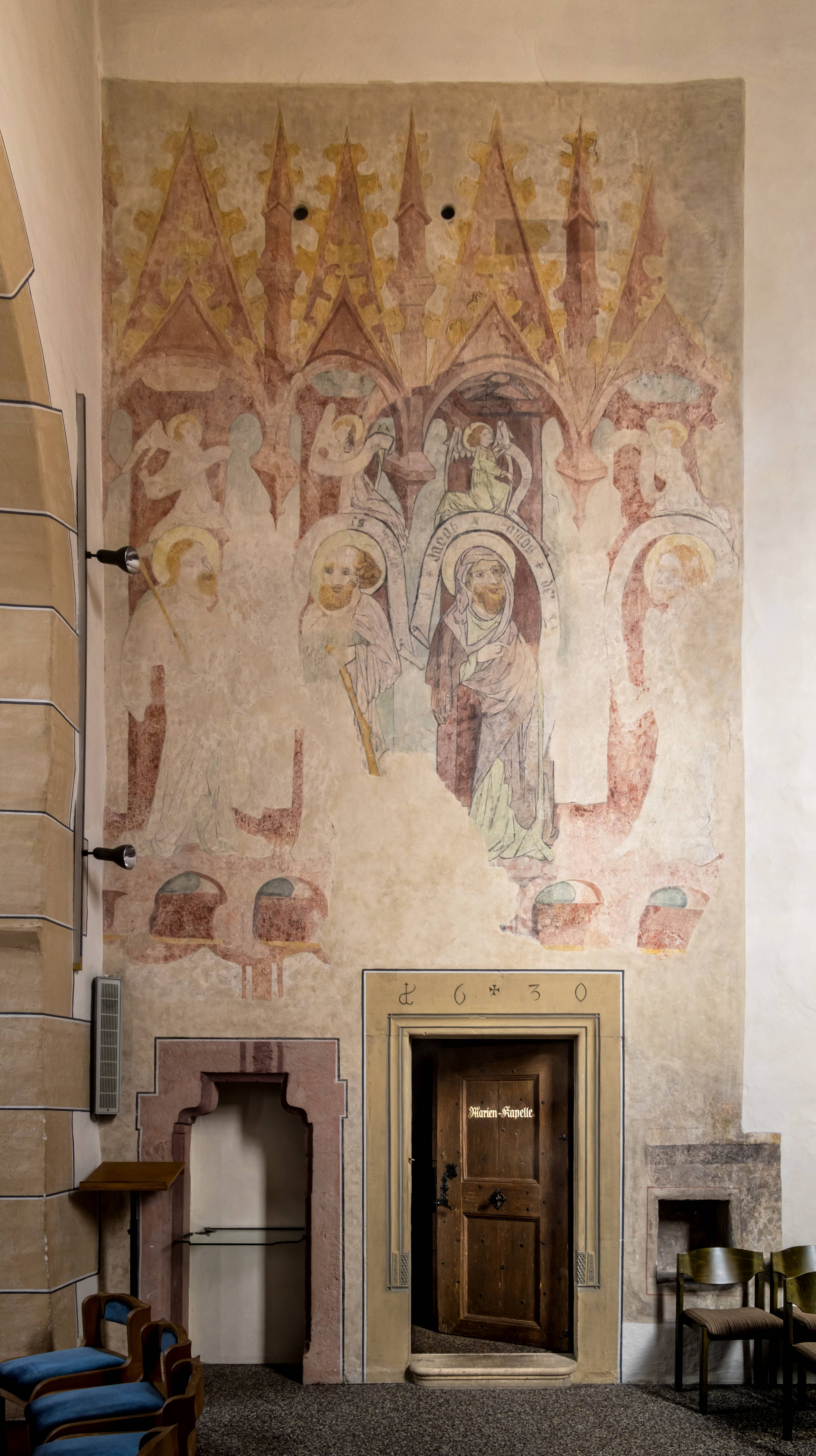
Apostel

Beim Umbau 1976 bis 1978 wurden an der Stirnwand des Schiffs und im Chor Reste einer Ausmalung der Zeit 1420 bis 1440 entdeckt.
- An der Stirnwand des Schiffs, links neben dem Triumphbogen, ist zuunterst, schlecht erhalten, die Verkündigung des Herrn dargestellt. Maria, Gabriel und eine Vase mit einer Lilie zwischen ihnen sind zu erkennen. Links daneben in schwarzer Zeichnung, gut erhalten, sitzt ein jüdischer Prophet, die Hände auf einen Stab gestützt und den Kopf sinnend geneigt, wohl Jesaja, der über die Ankunft des Messias nachsinnt (Jes 7,14 EU).
- Darüber in drei Zeilen die Legende der heiligen Kolumba. Oben wirbt der Sohn des Kaisers Aurelian um sie, sie erhebt abweisend beide Hände, und er geht mit drohender Gebärde. Darunter ist sie im Gefängnis, der Bär hat einen Mann niedergeworfen, und sie spricht mit einem Mann, während sich der Bär zurückschauend davonmacht. In der dritten Zeile wird sie von zwei Männern gefangen gehalten und schließlich zum Martyrium abgeführt.
- Zuoberst links neben dem Triumphbogen über einem gelblichen Zickzackband auf weißem Grund reitet, nur zur Hälfte erhalten, der heilige Georg zu Pferde.
- An der Chornordwand sind vier Apostel dargestellt, jeder mit einem Spruchband um den Kopf, von denen das einzige lesbare den Apostel als Jakobus den Älteren bezeichnet. Er ist als einziger gut erhalten. „Im Sinn des ‚Weichen Stils‘ verschwindet <er> mit ausdrucksvollem Kopf und kräftigem roten Bart nahezu hinter der Fülle der Gewandfalten und des Mantels.“[19] Über den Aposteln knien Engel, ihrerseits jeder mit einem Spruchband. Darüber schließt ein Baldachin mit spitzen Giebeln, Krabben und Fialen das Bild ab.

### Altäre

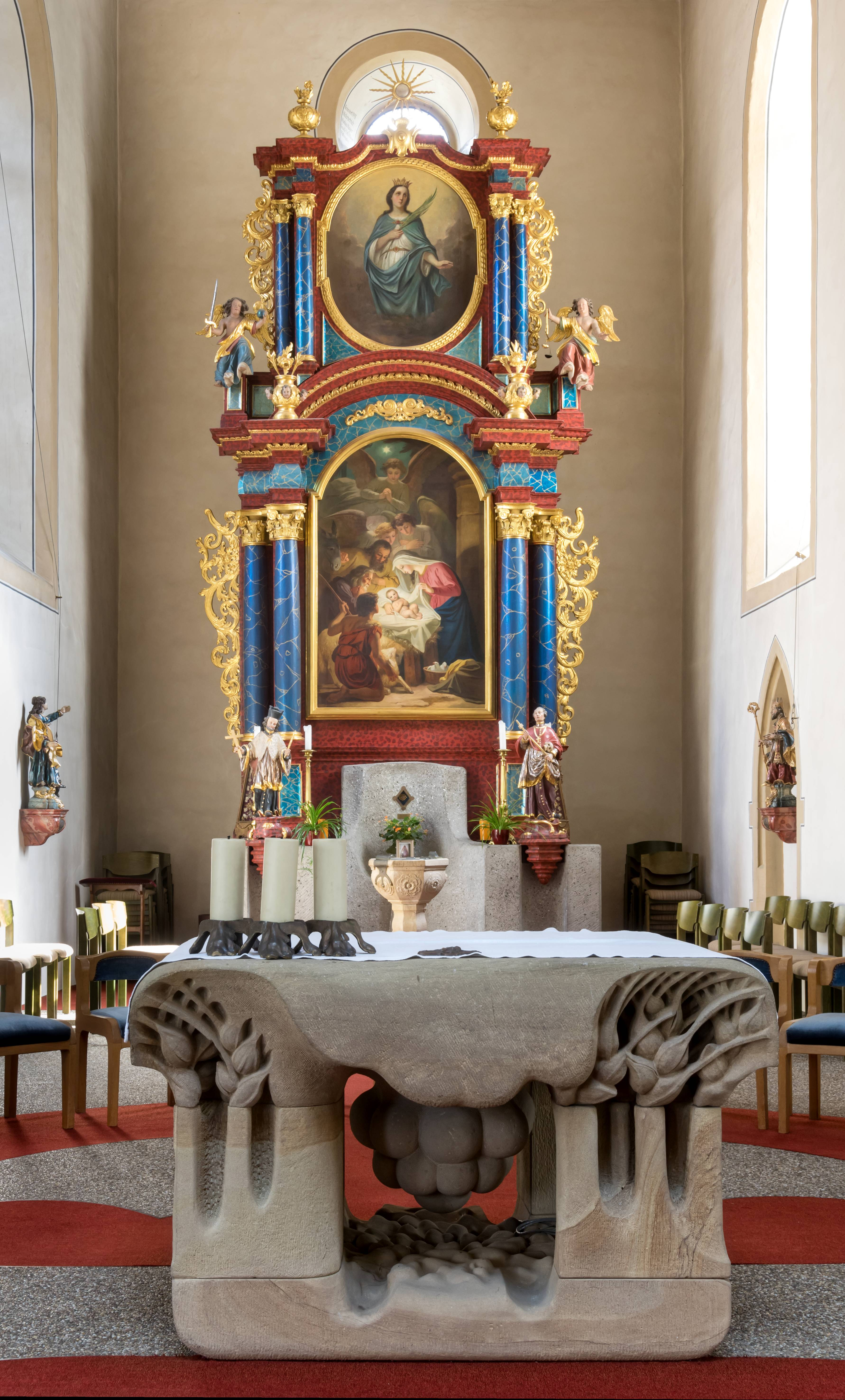
Barocker Hochaltar und moderner Zelebrationsaltar

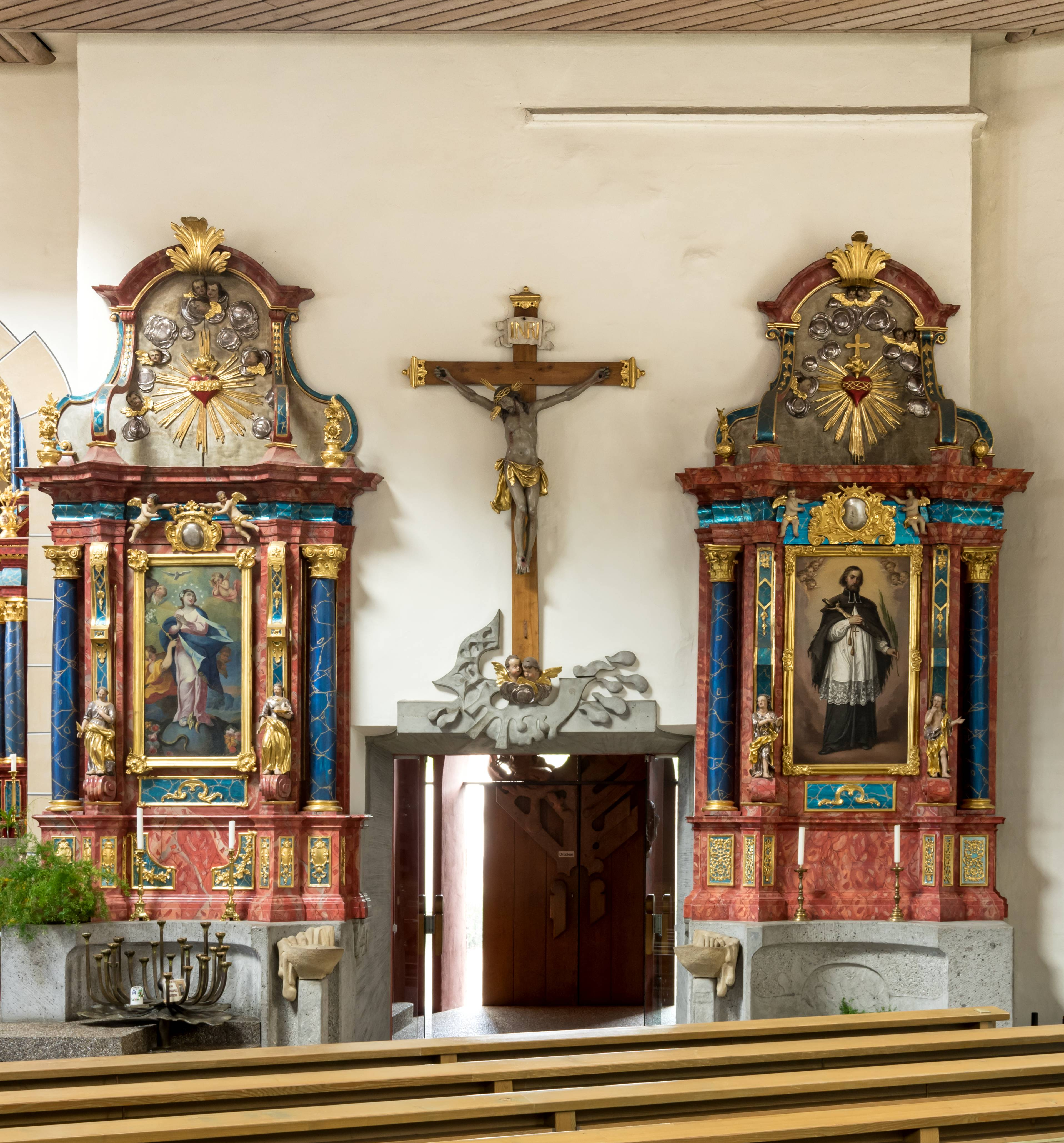
Seitenaltäre neben dem Durchgang zum Turmuntergeschoss

Die Entdeckung der Wandgemälde links vom Triumphbogen veranlasste die Aufstellung des linken Seitenaltars gemeinsam mit dem rechten rechts vom Triumphbogen. Dort stehen sie jetzt symmetrisch um den Durchgang zum Turmuntergeschoss, links der linke (Marienaltar), rechts der rechte (Nepomukaltar). Über dem Durchgang hängt ein  Kreuz mit zwei Puttenköpfen zu Füßen, vermutlich von Franz Anton Xaver Hauser (1739–1819) – zusammen eine eindrucksvolle Gruppe.
Den Hochaltar schnitzten 1732 bis 1733, also schon vor der Meisburgerschen Erweiterung, der Münstertäler Schreiner Christian Meyer (1898–1753) und der Münstertäler Bildhauer Georg Dold († 1746.) Der Altar steht auf einem neuen Betonsockel. Prächtig – und beabsichtigt – überstrahlen die blaue Lüsterfarbe der Säulen, das Rot des Gebälks und das Gold der Ranken das Grau und Braun der übrigen Kirche. Außen auf dem Gebälk zwischen Unter- und Obergeschoss stehen vergoldete Vasen mit kleinen Engelsköpfchen und Blumen, auf dem obersten Gebälk sitzen Engel mit flatternden Haaren, der linke mit einem Schwert, der rechte mit einer Waage in der Hand. Die Gemälde sind nicht die barocken. Das untere, ein Weihnachtsbild, malte 1879 der Schweizer Melchior Paul von Deschwanden im Stil der Nazarener, das obere, die heilige Kolumba, 1857 der Freiburger Dominik Weber (1819–1887).

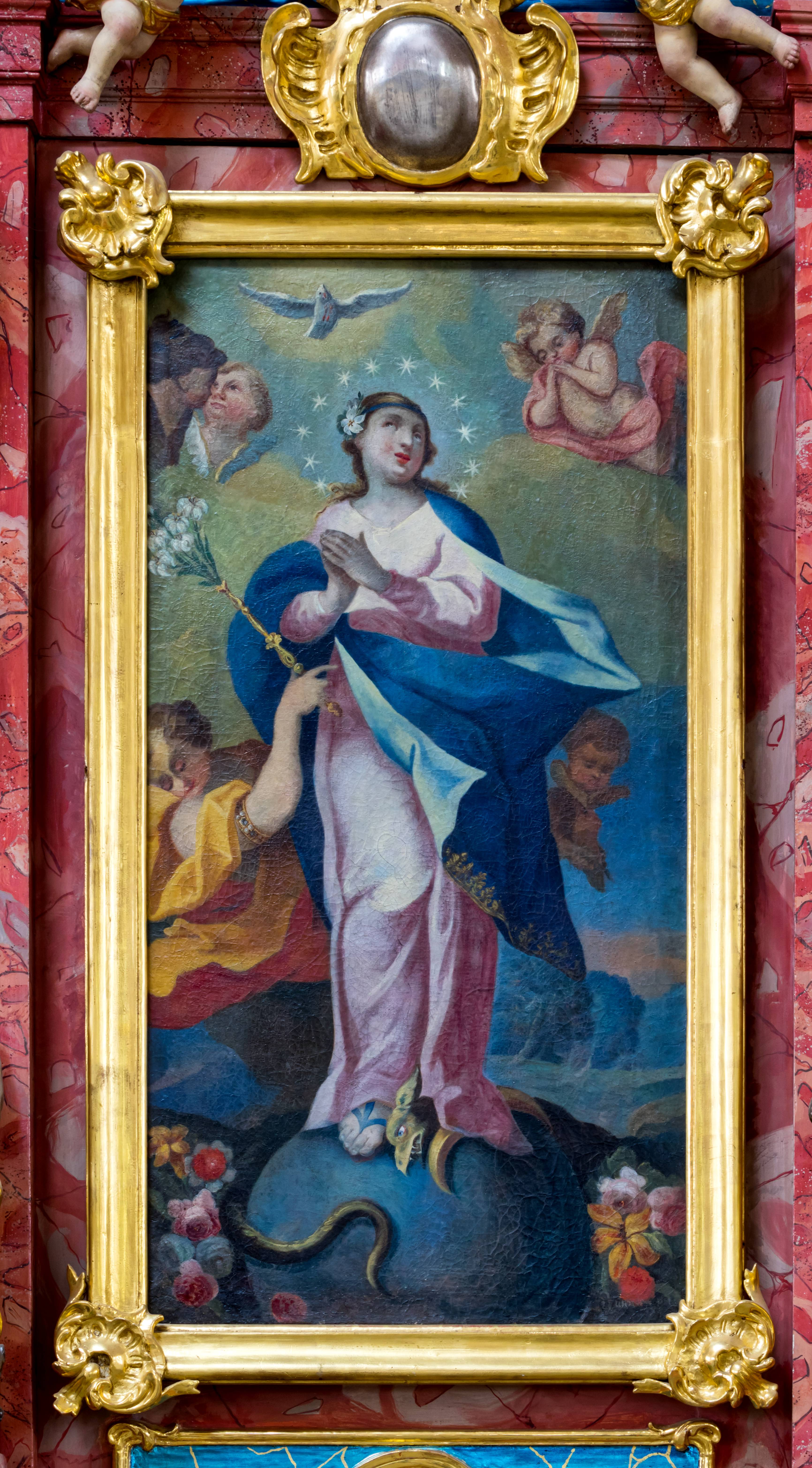
Pfunners Immaculata

Die Seitenaltäre von 1737 und 1741, ebenfalls vor der Meisburgerschen Erweiterung, stammen von Straßburger Schreinern. Auch sie stehen heute auf Betonsockeln. In zweigeschossigem Aufbau und Farbenpracht entsprechen sie dem Hauptaltar. Über dem Hauptgemälde befindet sich bei beiden eine Kartusche, „von zwei recht naiven Putten begleitet, die <...> schlichte, fast primitive Arbeiten darstellen“, von Hermann dem Pfaffenweiler Mesner Johann Michael Fischer († 1761) zugeschrieben, der als Bildhauer dilettierte. Von ihm seien auch die Skulpturen der Kolumba links und Agatha rechts am Marienaltar. Hauptgemälde des Marienaltars ist eine Maria Immaculata von Johann Pfunner, ein Frühwerk, etwa 1741. Hauptgemälde des Nepomukaltars ist ein Bildnis des heiligen Johannes Nepomuk, 1857 von Dominik Weber. Die beiden bekleideten Engel neben ihm schnitzte Johann Baptist Sellinger. Der rechte Engel hält Schweigen heischend einen Finger vor die Lippen, Erinnerung an Nepomuks Wahrung des Beichtgeheimnisses.

### Pfaffenweiler Marienteppich

#### Geschichte
Etwa ein Jahrhundert lang – von 1782 bis 1880 – gehörte zu St. Columba ein mittelalterlicher Bildteppich. Sein Weg nach Pfaffenweiler ist nicht dokumentiert, kann aber, wie es zuerst dem katholischen Priester und Archivar Joseph Maria Benedikt Clauß und der Wiener Kunsthistorikerin Betty Kurth gelungen ist, erschlossen werden.
In einer der vier Szenen kniet eine Nonne mit dem Spruchband „Gnadēdal“. Es handelt sich um das heute verschwundene Klarissenkloster Gnadental in der Spalenvorstadt von Basel. Dort wurde der Teppich im 15. Jahrhundert gewirkt. Mit der Reformation in Basel verließen die Nonnen das Kloster. Fünf von ihnen fanden 1529 im Klarissenkloster Freiburg Zuflucht. Dabei brachten sie nach einer Aufzeichnung der Freiburger Klarissen liturgische Kostbarkeiten mit: „Gemelte 5 frauwen haben vill schenner gottsziert in unsser gottshauß brocht, auch die besten gesangbücher und unssere schöne haidische füralthärtücher, und andere mer.“ Unter den „füralthärtüchern“, Antependien, befand sich vermutlich der Marienteppich. Bei der Aufhebung des Freiburger Klarissenklosters 1782 muss neben der Orgel (siehe Baugeschichte) auch er nach Pfaffenweiler gelangt sein.
Um 1880 – hier beginnt die dokumentierte Geschichte – fand der Kaplaneiverweser Albin Müller († 1902) „auf der dortigen Kirchenbühne einen uralten, staubbedeckten Gobelin, der früher offenbar als Antependium gedient hatte. Ich reinigte ihn und hing ihn auf der Empore auf, um Kunst- und Altherthumskenner gelegentheitlich über seinen Werth zu befragen. Derselbe wurde aber von unbekannter Hand wieder auf die Kirchenbühne geworfen.“ Müllers Pfarrer Fidel Hugel (Pfarrer ab 1873) verkaufte das Stück „in völliger Verkennung seines Wertes <...> für die lächerliche Summe von 80 Mark an den etwas zweifelhaften Freiburger Buchbinder Ludwig Biehler.“ Der teilte ihn in zwei Teile und verkaufte 1880 das größere Teilstück für 500 Mark an den Fürsten von Fürstenberg, so dass es in die Fürstlich Fürstenbergischen Sammlungen in Donaueschingen gelangte. Das kleinere Teilstück befindet sich heute im Museum für Angewandte Kunst Köln. „Man mag den Verlust für Pfaffenweiler bedauern, und der Fall ist ein Schulbeispiel, wie trotz aller Verordnungen mitunter von unverständigen, ihrer Verantwortung nicht bewußten Geistlichen und Kirchendienern wertvolles kirchliches Eigentum verschleudert wird. Eine Ehre ist es jedenfalls für Pfaffenweiler nicht, den in jeder Hinsicht bedeutenden Schatz nicht besser gehütet zu haben!“
Ein Reproduktion des Donaueschinger Teilstücks wird jährlich am Fest Mariä Himmelfahrt, dem 15. August, in St. Columba gezeigt.

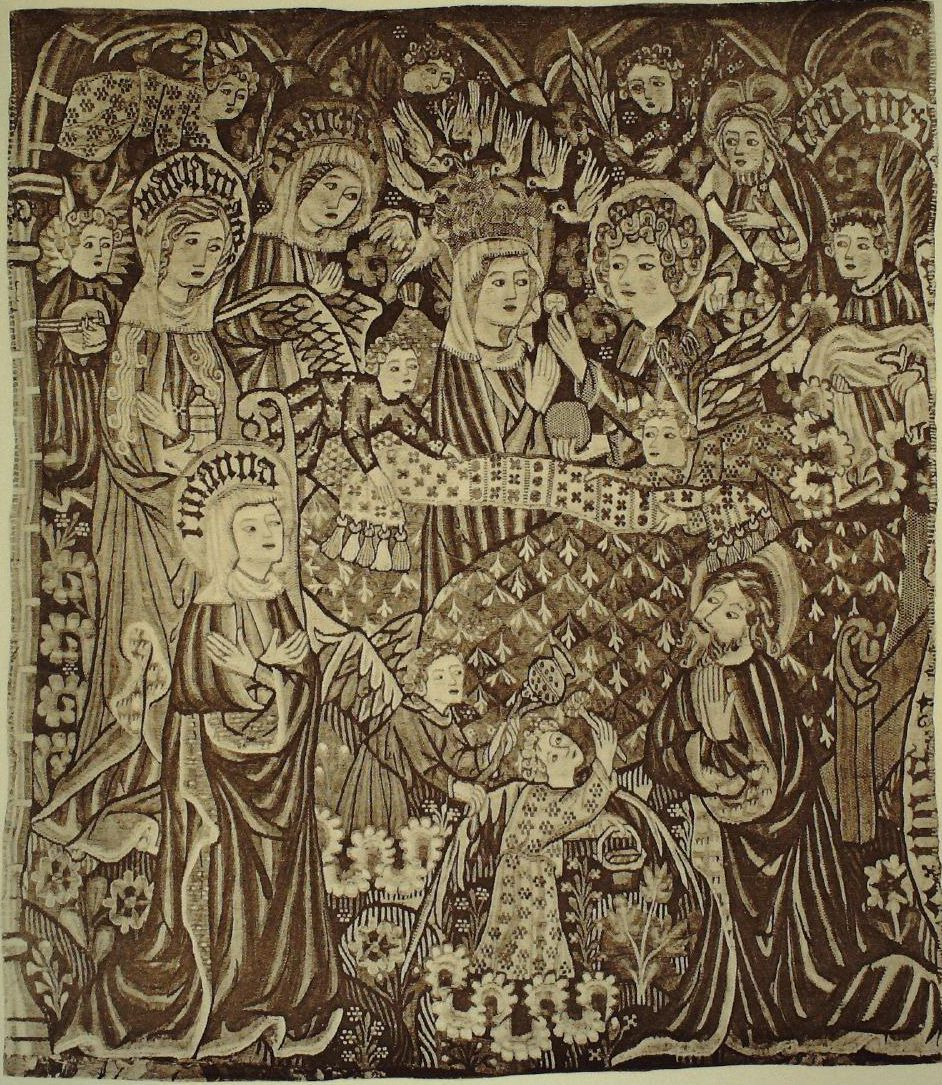
Pfaffenweiler Marienteppich, Kölner Teilstück

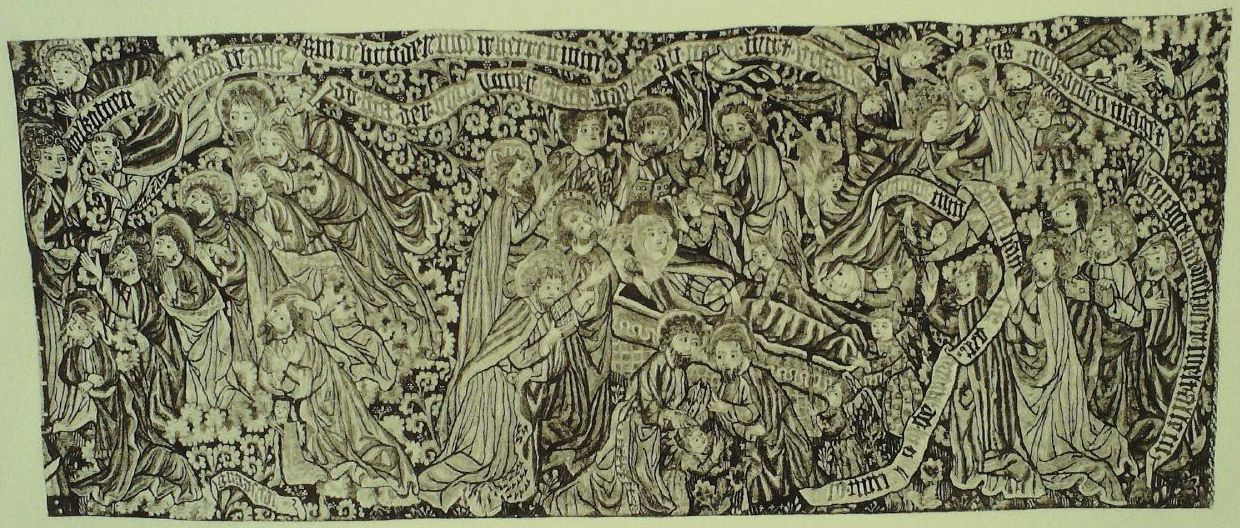
Pfaffenweiler Marienteppich, Donaueschinger Teilstück

#### Beschreibung
Auf rotem Hintergrund umgeben Blätter und kleine Blumen vier Szenen des Sterbens Marias und ihrer Aufnahme in den Himmel, wie sie in der Legenda aurea erzählt werden.
- Auf dem Kölner Teilstück, 95 cm hoch und 85 cm breit, reicht der Apostel Johannes der im Bett aufrecht sitzenden Maria die Sterbekommunion. Sieben Tauben, die sieben Gaben des Heiligen Geistes symbolisierend, umschweben ihr gekröntes Haupt. Engel bringen das Totenhemd, eine Stola, Weihwasserkessel und Aspergill oder musizieren. Zu Füßen Marias steht ein Apostel, bei ihrem Kopf stehen drei heilige Frauen, in ihren Heiligenscheinen als „marta“, „maria magd“ und „susanna“ bezeichnet.[30] Das Spruchband am rechten Rand ist abgeschnitten.
- Auf dem Donaueschinger Teilstück, 100 cm hoch und 240 cm breit, empfängt links Johannes die nach Marias Wunsch sich an ihrem Sterbebett versammelnden Apostel. „Während Johannes in Ephesus predigte, donnerte es auf einmal. Eine Wolke ergriff den Apostel und setzte ihn vor das Haus Marias. Maria war so froh, ihn wieder zu sehen, daß sie sich der Tränen nicht enthalten konnte. Alle Apostel wurden an den verschiedenen Orten, wo sie predigten, von Wolken ergriffen und fielen wie Regen vor das Haus der seligen Jungfrau nieder.“[31] Das Spruchband, das von Johannes’ Kopf ausgeht, lautet:[32] „willkomen mulsend ir alle sin ir bruder und ir herren min.“ In dieser Szene kniet die Nonne mit dem Spruchband „Gnadēdal“.

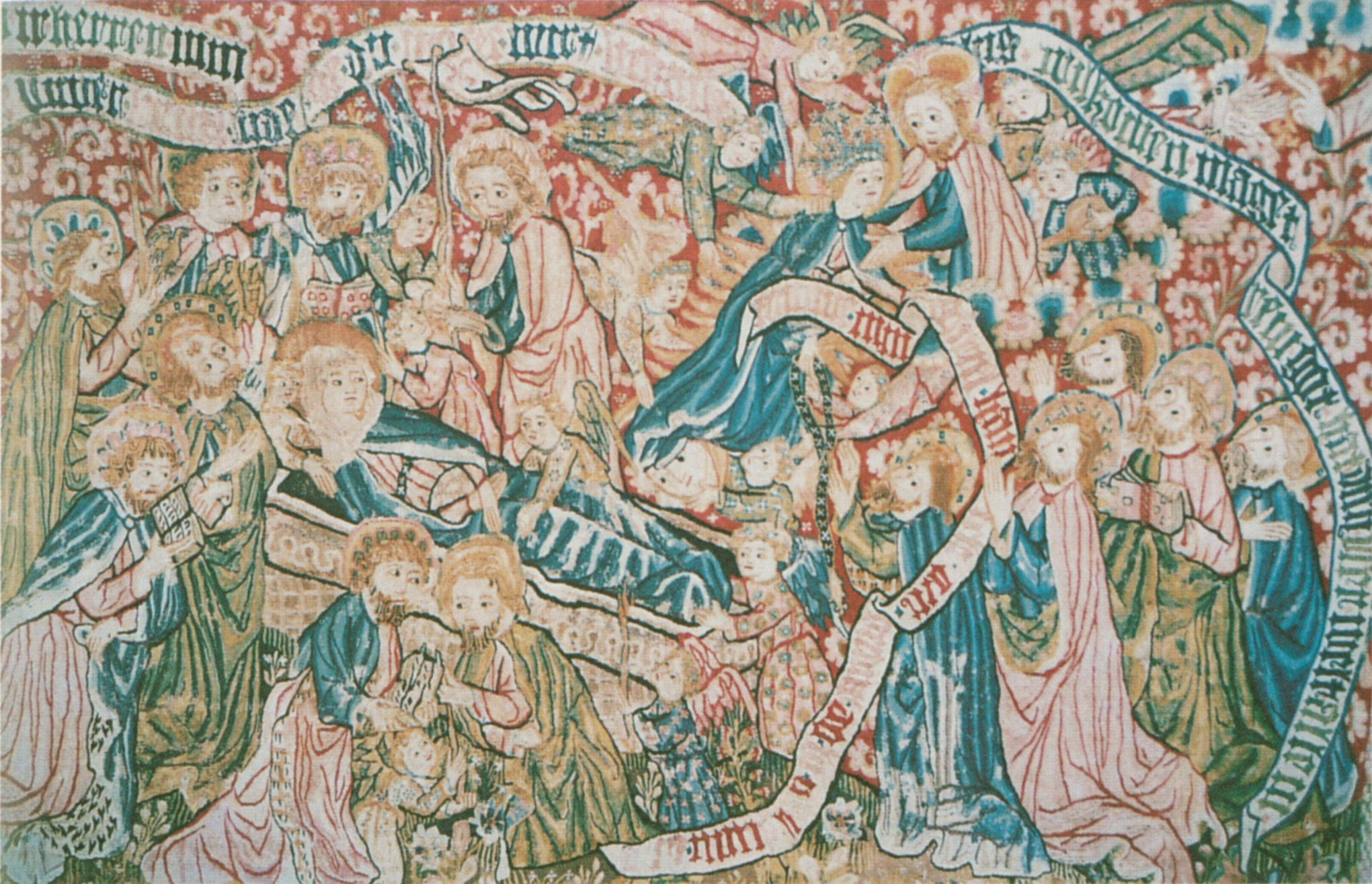
Pfaffenweiler Marienteppich, Donaueschinger Teilstück: Auferweckung, Himmelfahrt und Gürtelspende

- Weiter rechts zeigt die dritte Szene nach Clauß „die leibliche Auferweckung Marias“. „Am dritten Tag umgab eine lichte Wolke das Grab, süßer Wohlgeruch verbreitete sich um dasselbe und Jesus stieg, von einer Engelschar umgeben, zur Erde nieder. Da kam St. Michael, stellte die Seele Mariens Jesu vor, und Jesus sagte: ‚Erhebe dich, meine Freundin, Gefäß des Lebens, Tempel der Herrlichkeit, damit dein Leib, der durch das Unreine nicht entweiht wurde, von des Grabes Würmern nicht verletzt werde!‘ Da kehrte die Seele in den Leib Mariens zurück, welche glorreich aus dem Grabe erstand.“[33] Am Kopfende des Sarkophags trägt ein Apostel eine Fahne. Am Fußende bringt ein kleiner Engel einen weiblichen Kopf, nach Clauß die Seele Marias, damit sie sich wieder mit dem Leib vereine. Das Spruchband lautet: „du bist der buss unverbrant bi dē de du moses wirt bekant“ – Du bist der unverbrannte Dornbusch, der jenem gleicht, der durch Moses bekannt war.[34]
- In der vierten Szene, rechts auf dem Donaueschinger Teilstück, wird Maria im Himmel von Jesus empfangen. Ein Engel hält ihre aus zwölf Sternen gebildete Krone. Jesus sagt im Spruchband am rechten Rand: „bis willkomen maget rein got hat dich user welt allein.“ Zugleich ist die Gürtelspende dargestellt. „Während diese Begebenheiten zu Jerusalem sich abspielten, war Thomas ferne. Er kam erst nach dem dritten Tage und wollte das Wunder der leiblichen Aufnahme nicht glauben. Seine Gefährten mußten ihm das Grab öffnen, da fiel <Marias> Gürtel herab, und er glaubte.“[35] Fünf Apostel schauen zu Maria auf, links Thomas, dessen emporgehobenen Händen Maria durch einen Engel den Gürtel reicht. Auf dem Spruchband, das bei Maria beginnt, steht „tomans min gürtel han ich dir gesant do bi ist dir min deffert bekant“.

### Orgel

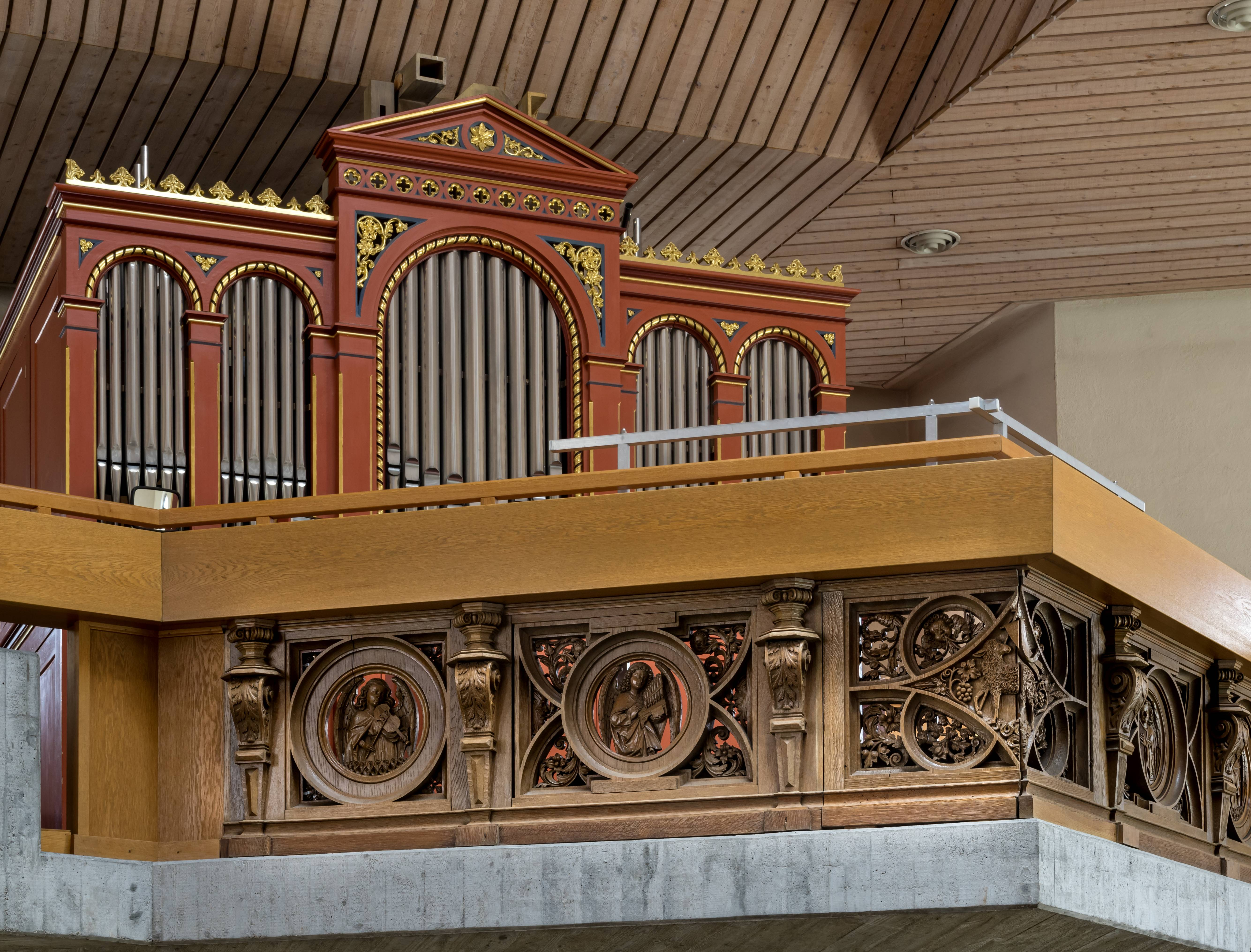
Blick auf die Orgel

Die Orgel geht zurück auf ein Instrument, das im Jahre 1880 als Opus 382 von der Orgelbaufirma E. F. Walcker & Co. erbaut wurde. Das Instrument wurde im Laufe der Zeit mehrfach überarbeitet und verändert. 1960 wurden der Spieltisch versetzt und die Disposition verändert, und 1998 bei der Restaurierung um ein drittes Manualwerk erweitert. Das Instrument hat heute 25 Register auf drei Manualwerken und Pedal.
| I Hauptwerk C–f3 |                |       |
| 1.               | Bourdon        | 16′   |
| 2.               | Prinzipal      | 8′    |
| 3.               | Floete         | 8″    |
| 4.               | Viola da Gamba | 8′    |
| 5.               | Oktav          | 4′    |
| 6.               | Rohrfloete     | 4′    |
| 7.               | Mixtur         | 2 ⁄3′ |
| 8.               | Trompete       | 8′    |

| II Brustwerk C–f3 |                  |    |
| 9.                | Geigenprincipal  | 8′ |
| 10.               | Lieblich Gedeckt | 8′ |
| 11.               | Salicional       | 8′ |
| 12.               | Aeoline          | 8′ |
| 13.               | Flauto dolce     | 4′ |

| III. Manualwerk C–3 |            |       |
| 14.                 | Bourdon    | 8′    |
| 15.                 | Flauto     | 4′    |
| 16.                 | Cornet     | 2 ⁄3′ |
| 17.                 | Cornet     | 1 ⁄7′ |
| 18.                 | Clarinette | 8′    |

| Pedalwerk C–f1 |             |     |
| 19.            | Violonbaß   | 16′ |
| 20.            | Subbaß      | 16′ |
| 21.            | Oktavbaß    | 8′  |
| 22.            | Violoncello | 8′  |
| 23.            | Oktav       | 4′  |
| 24.            | Posaune     | 16′ |
| 25.            | Trompete    | 8′  |

- Koppeln: II/I, I/P, III/I (seit 1998)
- Spielhilfen: Kollektivtritte (p, f, tutti)

### Sonstiges
Zelebrationsaltar, Ambo und Sakraments-Stele sind auf einer um drei Stufen erhöhten Altarinsel vereinigt, Werke von Lutz. Der Ambo trägt die Evangelistensymbole Mensch, Löwe, Stier und Adler. Die Sakraments-Stele ist als brennender Dornbusch (Ex 3,2 ) gestaltet, „eine der überzeugendsten modernen Tabernakel-Lösungen.“
Im Chor sind vier Prozessions-Tragefiguren versammelt, am Hochaltar Johannes Nepomuk, 1737, und Karl Borromäus, 1767. Auf Konsolen an den Wänden stehen links die heilige Columba und rechts der heilige Servatius, Werke Sellingers von 1763.

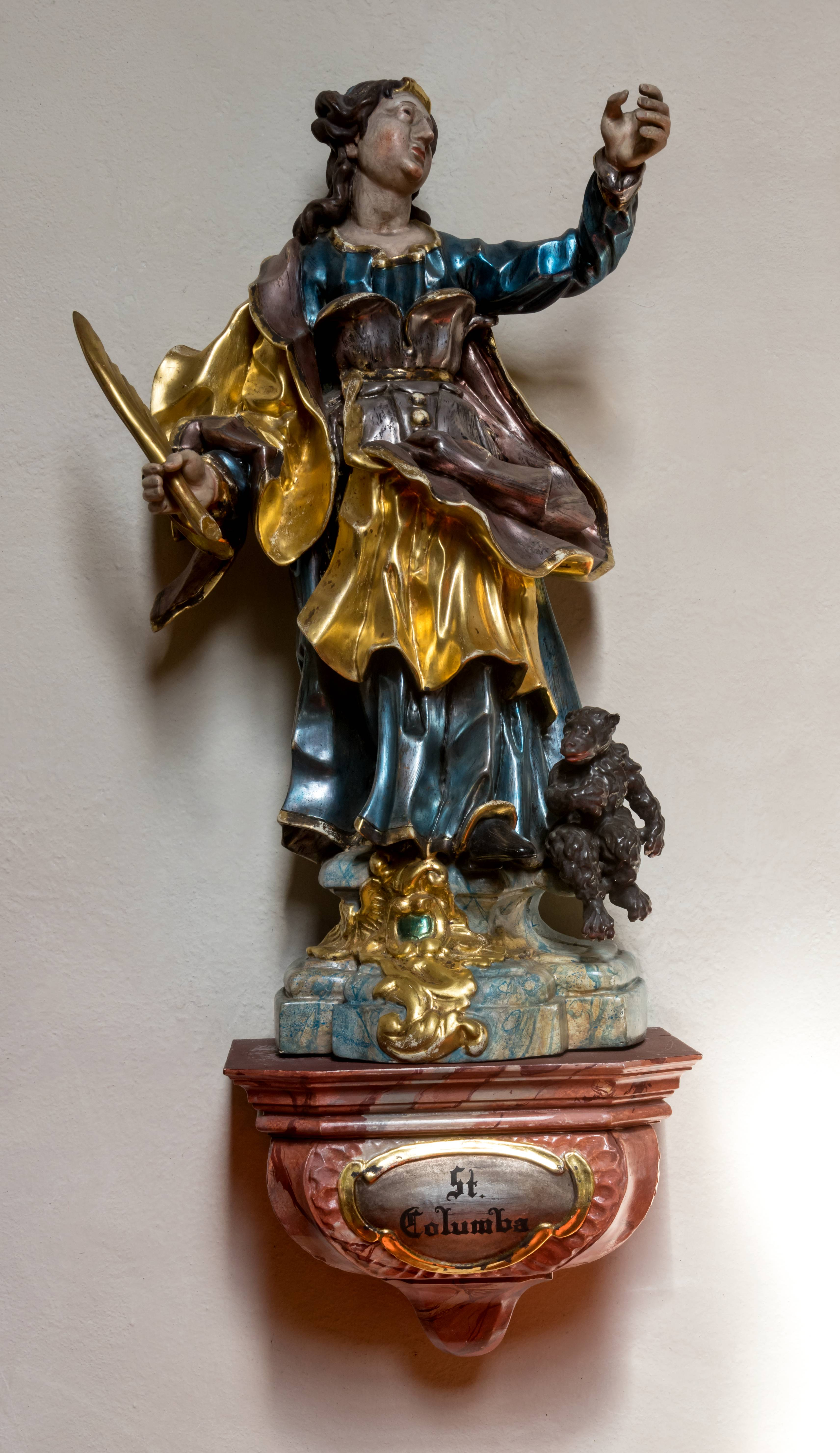
Columba
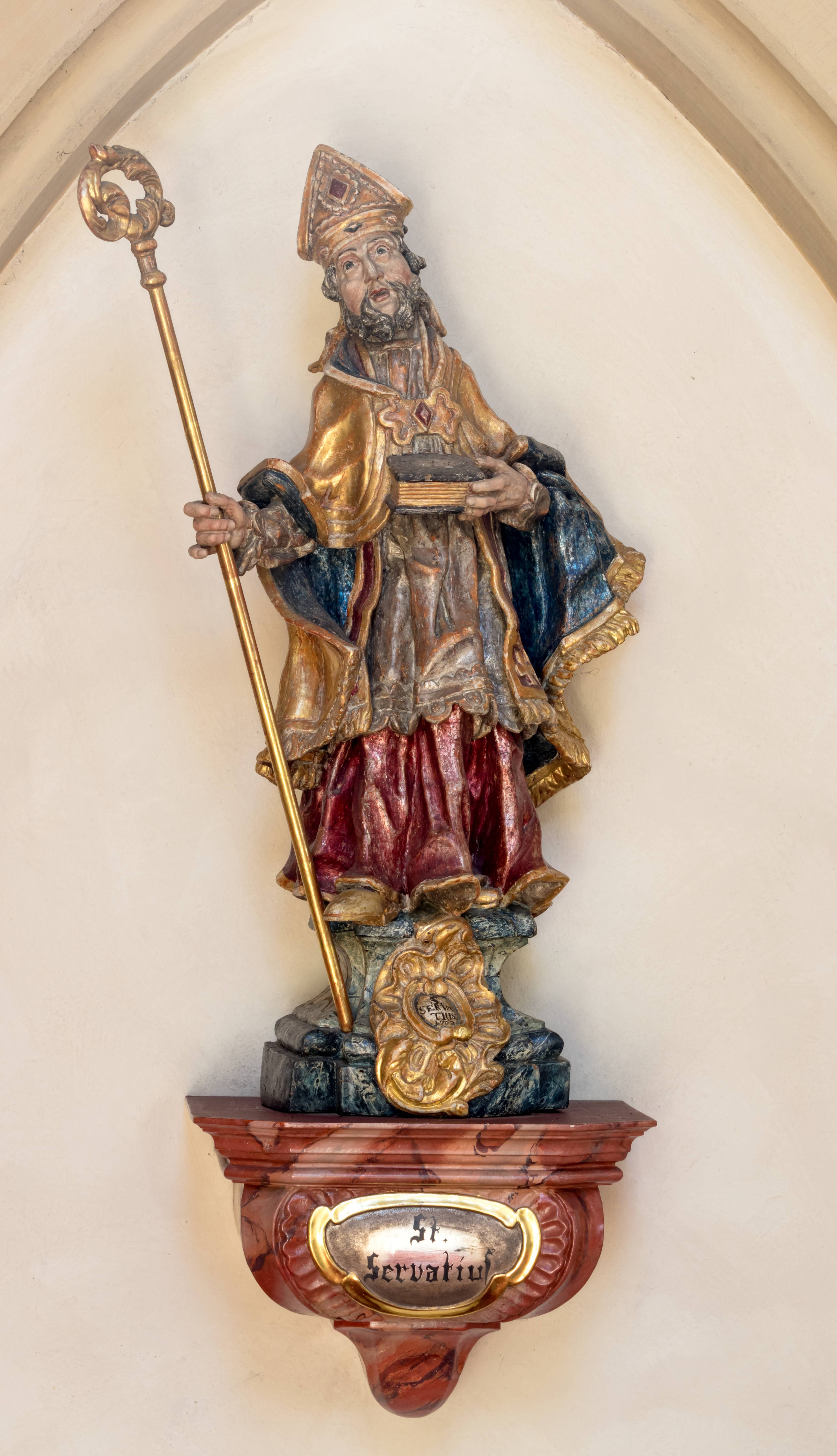
Servatius
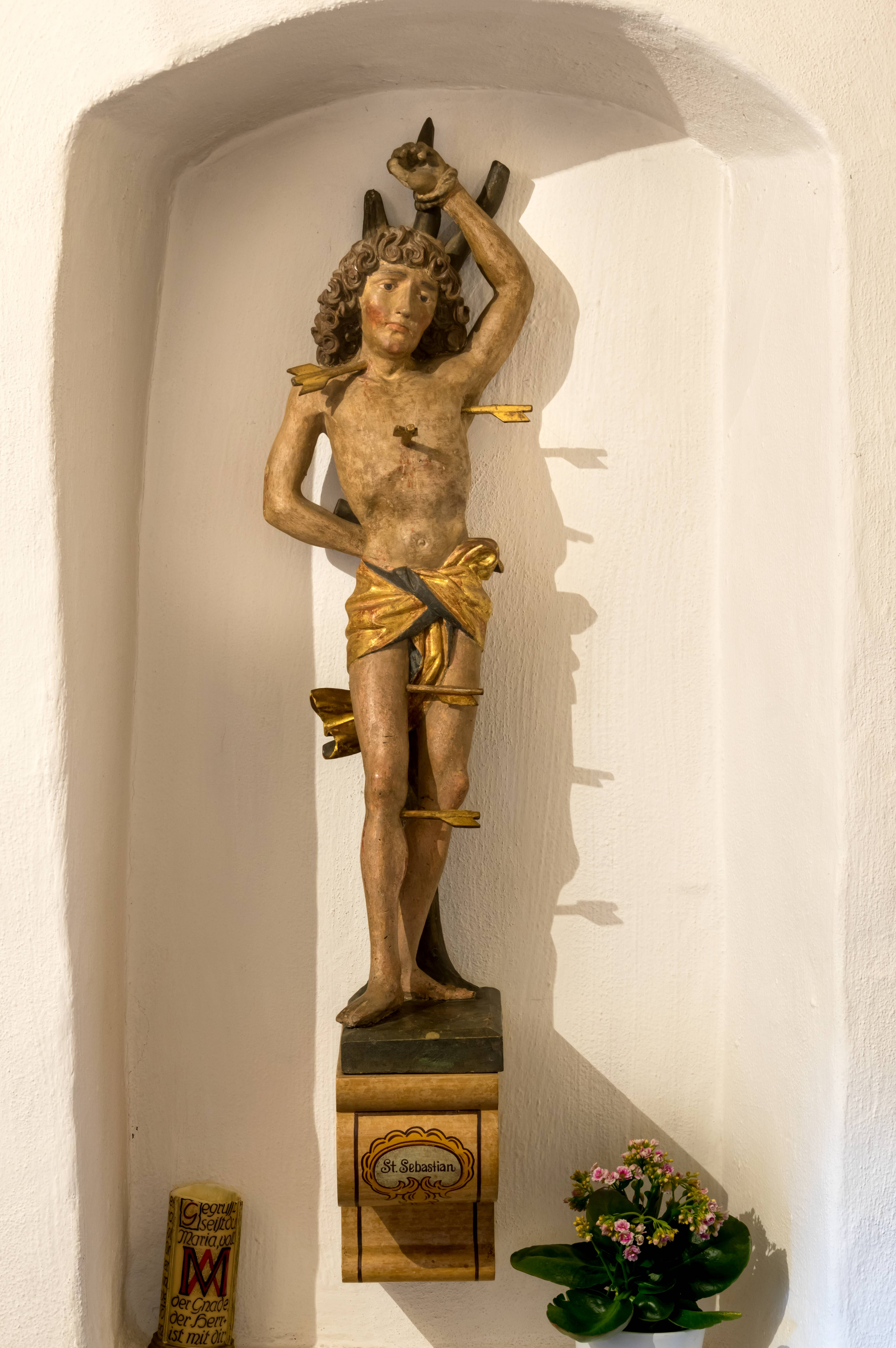
Sebastian

In einer Nische der Beichtkapelle steht ein heiliger Sebastian, von Pfeilen durchbohrt, einziges erhaltenes gotisches Kunstwerk. An einer Kante links neben der Sakraments-Stele steht in einem von Lutz gestalteten Betonrahmen eine Pietà von 1784. Sie ist zugleich die dreizehnte Station des im Übrigen vermutlich von Maria Catharina Antonia von Litschgi († 1787) gemalten Kreuzwegs. Zahlreiche weitere von ihr für Pfaffenweiler geschaffene Werke sind verloren. Das gilt auch für ihre beiden Hochaltartbilder in der Bad Krozinger Pfarrkirche St. Alban. Sie fielen 2002 einem Brand zum Opfer.

## Glocken
Im Kirchturm hängt ein Glockengeläut von vier Glocken, das 1961 in der Glockengießerei Friedrich Wilhelm Schilling in Heidelberg gegossen wurde. Zusätzlich befindet sich neben diesem Geläut auch noch die kleinste und älteste Glocke von 1791, die wegen ihres hellen Klangs zu Taufen geläutet wird.
- Die größte Glocke, „Columba“ mit einem Gewicht von etwa 1000 kg, stammt aus dem Metall der alten Columba-Glocke von 1738. Deren Umschrift lautete:[40] „DVRCHS FEIR BIN ICH GEFLOSSEN HANS HEINRICH WEITNAVER SEL WITTWE HAT MICH GEGOSSEN IN KLEIN BASSEL . VOR DIE GEMEIN PFAFFEN VND EHRENSCHWILLER . IM IAHR ANNO 1738 IST .ZVR GRÖSSERER EHR GOTTES IM NAHMEN DER ALLER HEILIGSTEN DREIFALTIGKEIT VND DVRCH VORBITT DER HEILIGEN IVNGFRAV VND MARTERIN COLVMBA VON EINER EHRSAMMEN GEMEINDT DIE GLOCKEN GEGOSSEN WORDEN.“  Sie musste 1942 abgeliefert werden, kehrte nach dem Krieg von einem Glockenfriedhof zurück, musste aber wegen Schäden 1961 neu gegossen werden. Ihr Schlagton ist f′.
- Die Christkönigsglocke hat den Schlagton as′ und ist am Viertelstundenschlag beteiligt.
- Die Marienglocke hat den Schlagton b′.
- Die Josephsglocke hat den Schlagton c″  und ist am Viertelstundenschlag beteiligt.